# 세월호 침몰 사고 관련 논란
세월호 침몰 사고 관련 논란은 세월호 침몰 사고 이후 언론의 취재 등과 발표를 근거로 세월호 침몰 사고와 관련한 각종 논란을 정리하였다.
2014년 4월 16일 진도 앞바다에서 여객선 세월호가 침몰하였고 이 사고에 대해 청해진해운과 세월호 운행 승무원, 한국해운조합, 한국선급 등 선박 관련 기관들, 그리고 대한민국 행정부가 책임을 소홀히 했다는 비판이 일고 있다. 또한 이 사고와 관련해 유명인사나 정치인 등의 막말 논란 또한 끊이지 않고 있다.
사상자가 많이 늘어난 데에는 최초 침몰 징후 후 2시간이 넘는 시간 동안 초기 대응을 전혀 하지 못하고 승객들 몰래 탈출한 선장 이준석과 승무원들의 책임이 대두되고 있으며, 배를 무리하게 운행한 청해진 해운 역시 책임론이 대두되고 있다. 또한 해수부 마피아로 불리는, 해운계의 정경유착 역시 사건의 원인으로 지목되고 있다. 해경의 뒤늦은 대처 역시 책임론이 있다.

## 구조장비 투입 지연 논란

### 통영함
최첨단 수상구조함인 통영함은 천안함 사건 이후 겪었던 어려움을 교훈으로 삼아 대한민국 정부가 자체 기술로 만든 3,500t급 최첨단 수상구조함이다. 2012년 9월 4일에 진수된 통영함은 실링 로보틱스 HD ROV로 최대 수중 3,000m까지 탐사할 수 있고 해난구조대(SSU)가 수심 90m에서 구조할 수 있도록 지원하는 체계도 갖추었다. 통영함은 세월호 사고처럼 선체 진입이 어렵고 6,800t의 무게 때문에 크레인 인양작업에도 난항이 예상되는 상황에서 꼭 필요하다. 그런데 국방부 김민석 대변인은 통영함 일부 장비, 음파탐지장비·수중로봇장비가 제 성능을 낼 수 있는지 해군이 아직 확인하지 않은 상황이라고 밝혔다. 이 때문에 함정을 진수한 지 1년 7개월이 지나도록 해군이 장비 점검도 하지 못했다는 점에 대하여 논란이 있다. 논란 끝에, 4월 20일 밤에 조종사인 미국 해군 2명과 실링 로보틱스 HD ROV 2대가 현장에 투입되었다.
해군본부는 사고 당일인 4월 16일 황기철 해군참모총장 명의로 통영함을 세월호 총력 구조 작전에 지원하라는 지시를 두 차례 보냈다. 수신자는 해군작전사령관, 해군 제5전단장, 통영함장 등이다. 지원 일시는 사고 당일 낮 12시부터 ‘별도 협의시까지’로 돼 있다. 이에 따라 같은 날 해군과 방위사업청, 통영함을 보관 중인 대우조선해양은 ‘청해진함, 통영함 진도근해 좌초선박 구조 참가에 관한 합의각서’를 작성하고 공동 서명했다. 각서에는 황 총장을 대신해 해군 기획관리참모부 최양선 준장이 서명했다. 방위사업청, 대우조선해양도 각각 청장과 대표를 대리해 실무 담당자들이 서명했다. 하지만 국방부 김민석 대변인은 사고 이틀 후인 4월 18일 “통영함에 탑재돼 시운전 중인 음파탐지기, 수중로봇 장비 등 구조 관련 장비들이 제 성능을 낼 수 있는지 해군 측에서 아직 확인하지 않은 상황”이라고 설명했었다. 이에 김광진 의원은 “민간 잠수사와 어선까지 총동원된 참사 현장에 1600억여원을 쏟아 부은 통영함은 가지 못했다”며 “해군참모총장이 두 차례나 긴급지원 지시를 내렸음에도 통영함이 투입되지 않은 이유를 납득할 수 없다”고 지적했다. 이에 대해 해군 측은 “곧바로 투입하겠다는 것이 아니라 유사시를 대비한 것”이라며 “예비조치로서 통영함을 준비시켜 놓은 것”이라고 해명했다.

### 다이빙 벨
다이빙 벨(잠수종)은 수중 작업을 위해 잠수부를 바다 속으로 이동시키는 장치로, 해난 구조 등에 이용된다. 해난구조 및 선박인양 전문가 이종인 알파잠수기술공사 대표는 이 기술을 세월호 침몰 사건에 적용할 것을 제안했다. 이대표는 작업에 영향을 끼치는 요인을 유속과 시계로 크게 나눈 뒤, 시계보다는 유속이 더 문제라고 지적했다. 잠수종은 선체 옆에 붙어 있는 출입구까지 일종의 엘레베이터를 설치하는 것과 같아 이를 통해 다이버가 이동을 하면, 유속이 세도 출입구까지 접근이 가능하다고 설명했다.
잠수종의 기본적 아이디어는 고대 그리스 철학자 아리스토텔레스로부터 유래한 것인데, 이대표에 따르면 알파잠수기술공사는 2000년도에 잠수종을 제작을 하여 이 장비를 보유하고 있다. 다이버는 감압을 위해 상당 시간을 물속에서 보내야 하는데, 잠수종은 공기 공간이므로 다이버가 춥지 않게 시간을 보낼 수 있다. 세월호 침몰 사건의 경우엔, 조류를 피할 수 있는 어떤 피난처로 활용할 수 있다고 주장했다. 하지만, 알파잠수기술공사 측에 그러한 기술이 있고, 수심 100m까지 작업을 했다는 사실은 다이빙계와 군에도 알려져 있음에도, 잠수종이 세월호 침몰 사고 구조에는 채택되지 않았다고도 주장했다.
이대표는 잠수종 시스템을 이용한 지속적인 작업이 하루에 20시간이 지속 된다면 2, 3일이면 3층·4층·화물칸의 수색이 모두 끝날 것이라고 주장했다. 하지만 이대표는 지금 구조작업 체계에서는 정부 측에서 책임을 지고 임무를 수행하는 사람들이 있으므로, 이미 주도가 진행되고 있는 어떤 체계에서는 민간작업자가 끼는 것이 어렵다고 설명했다. 왜냐하면, 이러한 작업에 선행되어야 하는 것은 구조작업에 대한 전제적인 지휘를 자신에게 넘겨야하기 때문이라고 말했다. 현재 가능한 것은 단지 인력·장비·안전을 보조하는 것뿐이고, 주수색작업을 위해서 계급이 배제된 실질적인 능력관계가 형성되어야 한다고 주장했다.
하지만 황대식 한국해양구조협회 본부장은 다이빙벨 투입에 대해 “이론적으로는 (유속에 상관없이 엘리베이터 형식으로 내려갈 수 있어 20시간 동안 작업이 가능하다는 게) 그럴 수 있지만 이쪽의 조류가 워낙 세고 탁도가 높기 때문에 부피가 큰 다이빙벨을 선체 내부에 넣지는 못 한다”고 말했다. 이어서 “다이버에 의한 수색 구조 방법을 사용을 하면서 그 다이버들이 안전하게 오랜 시간 동안 수색 구조를 할 수 있는 방법들을 고려할 때 그런 것(다이빙벨 등)들도 후차적으로 필요하지만 그걸 설치하기 위해서 우리가 수색 구조 활동을 놓칠 수가 없다”는 이견을 보여 논란이 있다.
이 대표는 4월 21일 새벽, 자비를 털어 다이빙 벨, 작업용 CCTV 등 수십톤의 장비와 인력을 바지선에 싣고 인천항에서 팽목항으로 이동했다. 일부 다이빙벨 투입을 원하는 실종자 가족들이 해경 측에 다이빙벨 투입을 건의했고 이 결과 10여 시간 만에 다이빙벨이 사고현장으로 출발했던 것이다. 그러나 다이빙벨이 기존 작업에 방해가 되고 이미 바지선이 설치돼 있어 안전 사고 우려가 있다는 등의 이유로 구조당국의 허가가 나지 않은 것으로 전해졌다. 이종진 대표는 결국 다이빙 벨 등의 장비를 철수시키며 "생존자 찾아 에어포켓까지 들어가고 싶었다. 그게 구조지 지금 이게 구조인가"라고 하소연을 했다고 전해진다.
그러나, 안전 문제로 이종인 알파잠수기술 대표가 제안한 잠수장비 '다이빙 벨'을 불허한 해경이 대학에서 다이빙 벨을 비공개로 현장에 투입되어 논란이 있다. 고발뉴스는 “23일 새벽 2시30분 강릉 모 대학으로부터 위급한 상황이 있다며 다이빙벨을 빌렸다더라. 언론 몰래 비밀리에 아침 9시에 현장으로 보내는 과정을 포착했다”라고 했다. 이어 “강릉의 모 대학과 통화해 구조 당국이 다이빙벨을 빌린 사실을 확인했다. 해당 대학의 한 교수는 돈을 받은 것은 아니고, 위급하다며 협조 요청이 들어와 빌려줬다”고 말했다. 해경측은 "(다이빙 벨을) 실제 구조작업에는 사용하지 않았다"는 입장을 보였다.
이에 대해 언딘측의 공식발표에는 언딘에서 단독으로 가지고 온 것이며 이는 현장에 당장 투입하기에 어려운 조건인데 이종인의 다이빙벨이 여론화되자 자신들도 다이빙벨 장비를 가지고 있다라는 목적으로 빌렸다고 밝혔다.
세월호 실종자 가족들은 24일 오후 팽목항을 찾은 이주영 해양수산부 장관, 김석균 해양경찰청장에게 이종인 대표의 작업 참여를 강력히 요구해 다이빙벨 투입을 약속 받았고, 이에 따라 이 대표는 25일 오전 11시 40분쯤 팽목항에서 출항했지만 앵커(일종의 닻)를 설치하지 못했고 거센 조류에도 밀려 다이빙벨 투입에 실패한 뒤 26일 낮 12시쯤 팽목항으로 귀항했다. 그 후, 30일에 재투입되어 2시 55분께 버팀줄 선체 이음매 조이기에 성공했으나, 버팀줄에서 선내 진입구까지 단거리 유도선 설치에 실패했다. 높은 파고로 알파 바지선의 가로·세로 움직임이 컸기 때문이라고 한다. 오후 3시 45분에 다이빙벨을 선미 쪽에 투입했지만 투입 과정에서 잠수부 1명의 공기호스가 다이빙벨 운용 와이어에 씹혀 터지는 바람에 다이빙벨은 투입된지 28분만에 밖으로 건져졌다. 다음 날인 5월 1일 새벽, 사고 해역에 다이빙벨을 투입한 뒤 잠수부 두 명이 세월호 선내에 진입해 각각 20여 분씩 수색작업을 벌였지만 실종자들을 찾지는 못했다. 오전 11시쯤 사고 해역에서 바지선과 다이빙벨을 철수시켰으며, 이 대표는 실종자 가족들에게 죄송하다고 말했다. 하지만 세월호 침몰 해역에 투입돼 다이빙벨 잠수까지 성공적으로 마쳤던 이종인 알파잠수기술공사 대표가 1시간여 만에 철수한 것과 관련해 의문이 가시지 않고 있다.
다이빙벨이 별다른 성과 없이 철수하면서 이에 대한 피해 가족들의 분노가 극에 달하고 있는 실정이다. 투입 여부 논란 탓에 구조에 시간만 빼앗겼다는 것이다.

## 구조 방법
사고 초기, 적은 수색인원 투입
당일(2014년 4월 16일)에 해경과 해군이 투입한 수중 수색 인원은 모두 16명에 불과했던 것으로 드러나 논란이 있다. 뉴스타파는 자신들이 입수한 당시 상황보고서엔 침몰 첫 날 동원된 잠수 요원은 해경 140명과 해군 42명 등 모두 182명으로 나와 있다고 주장했다. 하지만 이 가운데 9%만이 실제 수중수색 작업에 참여했다고 주장했다. 이에 300명 넘는 실종자가 선내에 갇혀 있었던 상황에서 소극적 대응을 해 인명피해를 키운 것이 아니냐는 논란이 있다.
미군 헬기 구조 거절
진도 해상 유람선 여객선 참사 당시 사고 해역 인근에서 작전중이던 미군 함정이 구명용 보트를 탑재한 구조 헬기를 현장에 급파했으나 대한민국 해군의 승인을 얻지 못해 되돌아갔다. 2014년 4월 16일 미 국방성 보도 매체인 <스타스 앤 스트라이프스>에 따르면, 세월호 침몰 당시 사고 해역에서 118마일 떨어진 서해상에서 작전중이던 미군 상륙함 본험 리처드함이 여러 개의 구명보트를 실은 2대의 MH-60 헬기를 파견했지만, 구조 작업에 투입되지 못한 채 돌아갔다. 미국 해군이 이날 오전에 발표한 보고서(문서번호: NNS140416-02) 역시 세월호 사고 소식을 전달 받은 미 해군이 인근 해역에서 작전 중이던 함정의 구조 헬기를 즉각 파견했지만 한국 측이 ‘조치의 효율성’을 이유로 한국측 현장 지휘자의 요청을 기다리며 초동 구조에 참여하지 못하고 대기했다고 밝혔다.
최첨단 수상구조함 통영함
최첨단 수상구조함인 통영함은 천안함 사건 이후 겪었던 어려움을 교훈으로 삼아 대한민국 정부가 자체 기술로 만든 3,500t급 최첨단 수상구조함이다. 그런데 국방부 김민석 대변인은 통영함 일부 장비, 음파탐지장비·수중로봇장비가 제 성능을 낼 수 있는지 해군이 아직 확인하지 않은 상황이라고 밝혔다. 이 때문에 함정을 진수한 지 1년 7개월이 지나도록 해군이 장비 점검도 하지 못했다는 점에 대하여 논란이 있다. 논란 끝에, 4월 20일 밤에 조종사인 미국 해군 2명과 실링 로보틱스 HD ROV 2대가 현장에 투입되었다.
세월호 참사 당시 상부의 제지에도 불구하고 통영함 출동을 끝까지 고집했던 황기철 전 해군참모총장은 2014년 4월 16일 세월호가 침몰했다는 소식을 접하자 곧바로 참모들을 소집, 인근에 있던 통영함을 출동시키라고 명령했다. 하지만 상부는 정확한 이유와 설명도 없이 그의 명령을 제지했고, 이에 황 전 총장은 상부의 명령을 거부하고 통영함에 재차 출동 명령을 내렸다. 그러나 윗선의 제지로 통영함 출동은 끝내 좌절됐다. 해군 최고 수뇌부의 통영함 출동 명령이 뚜렷한 이유도 없이 상부에 의해 두 번이나 거부된 것이다. 2014년 12월 감사원은 '통영함 납품 비리' 누명으로 황 전 총장을 인사조치하도록 국방부 장관에게 공식 통보했고, 보직 해임된 황 전 총장은 이듬해 3월 구속됐다. 하지만 그는 1심과 2심 모두 무죄판결을 받았다. 이로 인해 최악의 해상참사를 맞아 통영함을 구조에 투입하려 했던 해군 참모총장의 뜻이 '누군가'에 의해 좌절됐고, 그 때문에 미운 털까지 박힌 그가 누명까지 쓴 채 군복을 벗게 됐다는 이재명 시장의 발언 등의 논란이 있다.
무인잠수정 투입 실패
범정부사고대책본부는 2014년 4월 21일 오후 3시 20분쯤 수색을 위해 '로봇물고기'로 알려진 수중탐사로봇(ROV)을 투입했고, 선내 진입에 성공했다고 발표했으나, 이러한 발표 역시 사실과는 달랐던 것으로 뒤늦게 밝혀졌다. 특조위가 입수한 TRS 교신에서 해경 관계자는 "되지도 않는 ROV…ROV 줄하고 엉킬까 봐 지금 언딘 샐비지가 다이빙을 못 하고 있다. 철수하다가 줄이 엉켜가지고 지금 어디로 유실됐는지 찾지를 못하고 있음"이라고 말했다. 이후 오후 6시쯤 구조본부는 3009함에 "ROV가 수색 중단하고 출수한 사유가 뭔지 파악 바람"이라고 교신했고, 3009함은 "수중탐색했으나 선체 내부 탐색은 실시하지 못함. 선내 진입 못 하고 출수"라고 답했다. 해경구조본부는 당시 로봇이 선내에 진입하지 못하고 유실됐다는 점을 충분히 인지하고 있었음에도 이와 반대되는 내용을 발표해 구조작업의 성과를 포장한 했다.
현장에 출동한 응급헬기
세월호가 침몰하고 있고 갑판에 생존자가 구조를 기다리고 있을 당시, 현장에 출동한 5,000억원 규모 이상의 구조헬기가 구조를 실시하지 않고 육지에 앉아 있었다. 유일하게 응급구조를 실시하던 아주대 외상외과 응급구조헬기 AW-139는 구조 중 급유협조를 받지 못해 인근 비행장에도 불구하고 산림청까지 가서 급유를 받아 구조가 지연되었다.

### 첫 시신 발견
사고 발생 나흘째인 지난 19일 새벽 4시 20분쯤, 자원봉사에 나선 민간 잠수사들이 구조작업을 하다 처음으로 세월호 안에 있는 시신 3구를 발견했다. 그런데, 한 민간 잠수사는 언딘의 고위 간부가 "시신을 언딘이 발견한 것으로 해야 한다"며 "지금 시신을 인양하면 안 된다", "이대로 시신이 인양되면 윗선에서 다칠 분들이 너무 많다"고 말했다고 주장했다. 민간 잠수사들은 해경이 나흘 동안 구조작업을 한 상황에서 민간잠수사가 먼저 시신을 인양하면 해경의 구조 능력에 대한 비판이 나올 수 있기 때문이라고 주장했으며, 언딘 측이 "직원으로 계약을 해주겠다"면서 "모든 일은 비밀로 한다"는 조건도 제시했다고 주장했다. 실제로 공식 브리핑에선 언딘이 시신을 발견했다고 발표했다. 언딘 측은 민간 잠수사들이 시신을 발견한 게 맞고 실력이 좋아 함께 일하자고 한 건 사실이라고 시인했지만, 나머지 의혹에 대해서는 사실이 아니라고 밝혔으며 "윗선에서 다칠 분이 많다"는 등의 발언도 한 적이 없다고 반박했다.

## 대한민국 정부

### 수 많은 대책본부
이번 침몰 사고와 관련해 설치된 대책본부는 총 10여 곳이다. 16일, 세월호 침몰 사고 직후 재난 및 안전관리기본법에 따라 안전행정부가 서울에 중앙재난안전대책본부를 설치하였다. 뒤이어 정부세종청사에는 해양수산부와 교육부가 각각 중앙사고수습본부를 차렸다. 해양수산부는 선박사고에 관한 주무부처란 점에서, 교육부는 수학여행을 가던 고교생들이 대거 승선했다는 점을 의식한 것이다. 같은 이유로 경기도와 도교육청, 안산시는 안산올림픽기념관에 합동대책본부를 차렸으며 안산교육지원청에도 경기도교육청 대책본부가 만들어졌다. 구조·수색 등 사고수습에 주된 책임이 있는 해양경찰청도 인천과 목포에 각각 지방사고수습본부를 꾸렸다. 이와 별도로 산하기관인 서해지방해양경찰청은 목포에 중앙구조본부를 설치했다. 여러 곳에 대책본부가 난립하자 국무총리실은 목포에 범부처 사고대책본부를 설치하겠다고 나섰다가 철회하는 소동도 벌어졌다. 결국, 17일 진도군청에 해양수산부를 중심으로 11개 부처가 합동으로 범부처 사고대책본부를 설치하는 것으로 일단락됐다. 본부장은 정홍원 국무총리가 맡고, 부본부장은 강병규 안전행정부 장관과 이주영 해양수산부 장관이 맡기로 했다. 본부의 대변인은 해양수산부 대변인이 맡기로 하고, 언론 등에 대한 브리핑 창구도 일원화하겠다고 밝혔다. 뒤이어 19일에는 범정부 사고대책본부라는 이름으로 변경하였다. 이를 두고 명령과 보고 체계에 집착한 탁상 행정과 부처 이기주의와 무능함이 아니냐는 논란이 있다.

### 인원집계
계속 변하는 인원파악이 논란이 되고 있다. 단원고 측은 16일 오전 "11시 5분께 해경으로부터 학생들이 전원 구조되었다"고 밝혔다. 경기도교육청 측도 학교 측 발표에 따라 11시 7분과 16분에, 출입기자들에게 '단원고 학생 전원 구조'와 '단원고 학생 전원 구조 해경 공식 발표'라는 내용의 문자 메시지를 각각 보내기도 하였다. 이에 학교에 몰려온 학부모 300여명은 환호하고 안도하였다. 그러나 위 발표들은 모두 사실과 달랐는데, 서해지방해양경찰청은 이날 정오, 공식발표를 통해 "탑승객 477명 가운데 179명을 구조 했으며 2명이 사망했다"고 밝혔다. 이에 상황이 다시 '구조 중'인 것으로 확인되자 학부모들은 오열과 분통을 터뜨렸다. 긴급 가동된 중앙재난안전대책본부(이하 중대본) 측 역시도 인원집계의 오류로 논란이 되고 있다. 중대본은 16일 오후 1시 30분경 "476명 탑승, 구조자 368명, 사망 2명 확인"이라고 밝혀, 구조자수가 늘어감에 따라 국민들이 그나마 피해 최소화에 대한 긍정적 기대를 가지게끔 하였다. 그러나 돌연, 오후 15시경 "구조자 집계 수 오류 ... 확인 중"이라고 앞선 발표를 번복함에 따라 실종자 가족들과 국민들에게 많은 혼란을 가져다주었다. 이어 중대본 측은 오후 16시 30분경 "459명 탑승, 구조 164명, 사망 2명, 실종 293명"이라고 정정하였다. 그러던 중 정홍원 국무총리가 17일 새벽 여객선 침몰 보호소가 설치된 전남 실내체육관을 방문하였다. 정홍원 총리는 실종자 가족을 위로하는 과정에서 물병을 맞아 논란이 되었다. 실종자 가족은 정부의 구조 활동 지체와 피해상황 집계혼란에 답답해하며, 유관 기관들을 총괄하는 책임을 지닌 국무총리 등 정부 당국자들에게 분노를 표출했다. 그러나 인원집계 혼란은 끝이 아니었다. 총리실 등 주요부처가 꾸린 범부처사고대책본부는 19일 진도군청에서 브리핑을 하고 인원집계를 승선자 476명, 구조자 174명으로 또다시 변경했다. 이평현 서해지방해양경찰청 안전총괄부장은 선사가 작성한 명부를 기초로 확인한 결과, 2명이 안개로 인해 출항이 불명확함에 따라 각각 비행기를 타거나 귀가했으며 생존자 중 3명이 승선원 명부를 작성하지 않고 차량에 동승해 결과적으로 명부보다 1명이 늘었다고 말했다. 구조자 정정의 이유는 다수 기관이 구조와 이송을 하는 과정에서 유사성명 기재로 동일인이 중복집계 되었기 때문이라고 설명했다. 해양수산부 박승기 대변인은 "지금부터 세월호 여객선 침몰 관련 언론 발표는 범부처사고대책본부에서 발표하는 것으로 조정한다"며 정홍원 국무총리의 언론 발표체계 조정 지시를 전달했다. 이에 따라 향후 해양수산부, 해양경찰청, 서해지방해양경찰청과 진도 실내체육과, 팽목항 등 현장은 범부처사고대책본부에서 공지하는 내용을 일원화해서 발표하며, 중앙재난안전대책본부는 확정된 내용을 발표하기로 했다.
국정원 세월호 유가족 사찰·여론전 개입
국가정보원 개혁발전위원회는 ‘국정원 적폐청산 태스크포스(TF)’가 조사한 ‘국정원의 세월호 여론조작 및 사찰 의혹’ 조사를 심사한 결과, “국정원 국내정보부서가 (세월호 참사 직후인) 2014년 5월부터 2015년 7월까지 세월호 사고 관련 보수단체 집회 동향과 각계 세월호 관련 여론을 파악해 국정원 지휘부와 청와대에 보고한 사실이 확인됐다”고 밝혔다.
개혁위 발표를 보면, 국정원은 2014년 6월 청와대 보고한 ‘국정운영 제언’에서 세월호 참사를 ‘2014년 하반기 국정운영의 가장 큰 위기이자 기회’로 지목하고, “세월호 집회가 과격시위로 변질될 수 있다”, “유사 안전사고 되풀이시 대정부 투쟁 재점화 불씨로 작용할 소지가 있다” 등의 우려를 전한 것으로 나타났다. 또 국정원 국내부서는 세월호 추모 행사인 ‘청춘열차‘를 비판하는 ‘한국대학생포럼’ 칼럼의 보수매체(<뉴데일리>) 기고와 ‘어버이연합’의 세월호 참사 규탄 집회 및 현수막 설치, ‘교육과 학교를 위한 학부모연합’의 세월호 특별조사위원회 활동 규탄 기자회견 및 세월호 교재 퇴출 촉구 기자회견 등에도 개입한 것으로 밝혀졌다. 국정원 개혁위는 “국정원이 보수단체에 요청해 세월호 관련 비판칼럼 배포, 맞대응 시위, 온라인 활동을 하도록 한 것은 직무범위 일탈로 판단돼 관련자 징계 등을 검토하고, 제도 개선을 국정원에 권고했다”고 밝혔다. 국정원 개혁위는 국정원 직원이 세월호 유가족 김영오씨가 단식을 하다 입원한 병원에서 병원장과 주치의 등을 상대로 김씨 관련 정보를 얻은 정황도 확인됐다고 밝혔다.
박근혜 대통령 발언에 대한 외신들의 비판
외신들은 박근혜 대통령이 청와대에서 열린 수석비서관회의(4월 21일)에서 “선장 이준석과 일부 승무원들의 행위는 상식적으로 도저히 납득할 수 없고 용납될 수 없는 살인과도 같은 행태"라고 말한 점에 주목했다. 영국 가디언은 ‘한국의 세월호 참사는 진정 끔찍하지만, 살인이 아니다’(The South Korea ferry disaster is truly awful, but it is not murder)는 기사에서 “어린 아이들이 희생된 비극은 극심한 감정을 유발하지만 세월호 선원들에 대해 너무 쉽게 ‘살인자’라는 꼬리표가 붙는다”며 “번역의 복잡함과 문화적 차이를 인정한다고 해도 ‘살인자’란 단어는 눈에 띈다”고 했다. 월스트리트 저널 역시 '박 대통령, 세월호 선장에 '살인과도 같다'…옳았나?’(Was Park Right to Condemn Ferry Crew?)라는 기사에서 “박 대통령의 발언은 사고 초기 (구조자 수 집계 등) 오보와 느리고 분별력 없는 대응으로 비판받은 정부의 재해 대처에 대한 주의를 돌리기 위한 시도라는 비판이 나온다”고 주장해 논란이 있다.
김기춘 대통령 비서실장
김기춘 대통령 비서실장은 7월 10일 국회 '세월호 침몰사고 국정조사 특별위원회'의 청와대 비서실·국가안보실 기관보고에 출석해 세월호 참사의 컨트롤타워 논란과 관련, "일반적 의미로 청와대가 국정 중심이니까 그런 의미에서 컨트롤타워라면 이해되지만 법상으로는 다르다"며 "재난 및 안전관리기본법에 의하면 재난의 최종 지휘본부는 안전행정부 장관이 본부장이 되는 중앙재난안전대책본부"라고 말했다. 이는 세월호 사고 직후 김장수 당시 국가안보실장이 "청와대 위기관리센터는 재난컨트롤타워가 아니다"고 언급한 것과 같은 취지의 발언이다. 김 비서실장은 '훈령에는 청와대가 최고 지휘체계로 돼 있다.'는 새정치민주연합 김현미 의원의 지적에도 "법이 대통령령보다 상위 개념"이라고 반박했다. 대통령 역할과 관련해서도 "현장에서 하는 일과 대통령이 하는 일은 다르다고 생각한다"면서 "전쟁으로 비유하면 대통령은 전쟁 지휘를 해야지 전투 지휘를 하면 곤란하다"고 강조했다. 사고 당시 청와대가 사고 상황을 지휘·통제했느냐는 물음에는 "청와대 상황실에서 정확한 상황을 파악하고 확인해서 대통령께 보고하는 역할이었지, 구조를 지휘한 일은 없다"고 부인했다. 김 비서실장은 또 "무엇보다 중요한 문제는 현장 구조세력의 전문성과 훈련이 부족해 구조활동이 매우 미흡했다는 사실"이라면서 "해경이 충분한 훈련도 없고 전문성도 부족해 초반에 구조를 잘 하지 못했다고 생각한다"며 해경에 직격탄을 날렸다. 김 비서실장은 야당 의원들의 사퇴 요구에 "자리에 연연하지 않는다. 그만두는 순간까지 성심껏 일할 뿐"이라면서 인사실패에 대한 비난에도 "인사가 잘못되고 잘된 것은 전적으로 제 책임"이라고 말했다.
김장수 청와대 국가안보실장
김장수 청와대 국가안보실장은 4월 23일 민경욱 청와대 대변인을 통해 “국가안보실이 재난 컨트롤타워라는 일부 언론의 보도는 오보”라 밝혔다. 민 대변인은 “국가안보실의 국가안전보장회의(NSC)는 재난 상황에 대한 정보도 빨리 알 수 있는 여건이 갖춰져 있다”며 “NSC의 역할은 정보를 습득해서 각 수석실에 전달해주는 것이지 재난 상황의 컨트롤타워라는 지적은 맞지 않다”고 부연했다. 안전행정부에 설치된 중앙재난안전대책본부가 이번 사고의 컨트롤타워라는 얘기다. 그는 이어 “(NSC는) 국가안보와 관련해서 해야할 일이 많은 부서”라며 “왜 안보실이 모습을 안 드러내느냐는 지적은 적절하지 않다”고 말했다. 하지만 김 실장의 이 같은 발언은 이번 참사와 관련해 각 부처들의 미숙한 대응, 책임 떠넘기기와 마찬가지로 군색한 책임 회피라는 지적이 나오고 있다.
서남수 교육부 장관
서남수 교육부 장관은 사고 당일인 4월 16일 오후 4시 경 진도 실내체육관을 찾았다. 그는 구조된 학생들이 바닥에 앉아 휴식을 취하고 있는 것과 대조적으로 누군가 마련해 준 팔걸이 의자에 앉아 컵라면 등을 먹으며, 자신을 수행하던 이에게 함께 먹자고 손짓을 하기도 했다. 서 장관이 컵라면을 먹은 곳은 세월호 구조자들이 응급치료를 하던 테이블임이 드러나 논란은 더욱 커졌다. 또, 4월 18일 오후 6시께 안산의 한 장례식장에 마련된 단원고등학교 학생 이모 군의 빈소에 서 장관이 수행원 3~4명을 대동하고 나타났다. 이 가운데 한 수행원이 서 장관보다 몇 걸음 먼저 빈소 앞에 다가가 유족에게 입구 쪽을 가리키며 "교육부장관님 오십니다"라고 귓속말을 건넸다. 유족은 곧바로 수행원을 향해 "어쩌란 말이냐. 장관 왔다고 유족들에게 뭘 어떻게 하라는 뜻이냐"며 목소리를 높였다. 이윽고 도착한 서 장관이 조문하는 동안에도 유족은 수행원을 몰아붙였고, 조문을 마치고 나온 서 장관은 "죄송합니다. 제가 대신 사과하겠습니다"라고 짧게 말하고 바로 장례식장을 빠져나갔다.
민경욱 청와대 대변인
민경욱 청와대 대변인은 '(팽목항 사고상황실에서 기념 촬영을 시도해 물의를 일으킨) 안전행정부(안행부) 공무원은 사표를 수리했는데 라면을 먹은 교육부 장관은 어떻게 되느냐'라는 기자의 질문을 받고 "국민 정서상 모든 것을 조심했어야 하는 건데 그렇게 됐다"고 언급하며, 질문과 대답 간의 논점이 상이해 논란이 있다. 또, 민 대변인은 “안보실의 역할은 통일, 안보, 정보, 국방의 컨트롤 타워다. 자연재해 같은 거 났을 때 컨트롤 타워가 아니다”라며, “국가 안보와 관련해서 봐야할 것이 많은 곳이다. 재난에 대해 모습을 드러내지 않는다는 (비판은) 적절치 않다”고 전했다. 하지만 청와대는 세월호 침몰의 심각성이 확인되지 않았던 사고 초기, 사고를 직접 챙기며 충분히 사고에 대응할 수 있다는 듯한 모습을 여러 차례 보여줘 논란이 있다.
5월 9일, 유가족들 항의방문을 받자 청와대는 KBS와의 중재를 급하게 끌어냈다. 그런데 이 과정에서 대변인이 '순수 유가족'이란 용어를 써서 또 논란이 됐다. 민경욱 대변인은 기자들을 만나 유가족과의 접촉 계획을 밝혔는데, 이 과정에서 "순수 유가족"이라고 만날 대상을 한정했다. 그러면서 "순수 유가족은 120명 와있다고 보고를 들었다"고 말했다. 당시 항의대는 250명을 훌쩍 넘어서고 있던 상황이었고, 민 대변인의 발언이 "유가족 주변에 선동세력이 있다"는 여권 내 의혹제기와 맥이 닿아있는 것 아니냐는 지적이 쏟아졌다.
팽목항 현지에는 청와대 민경욱 대변인이 5월 24일 오후 기자들과의 오찬자리에서 '민간잠수사가 일당 100만원, 시신 1구 인양 시 500만원을 받는 조건으로 일하고 있다'는 내용의 발언을 했다는 전언이 빠르게 퍼지고 있다. 이 발언에 대해 민 대변인은 이날 기자들과 만난 자리에서 "어제 일부 기자들과 점심식사를 마치고 차를 마시면서 세월호 희생자 구조, 수색 문제와 관련한 주제로 일상적인 얘기를 나눴다"며 발언이 나오게 된 배경을 소개했다. 또 "이 과정에서 현재 잠수사들이 오랜 잠수활동에 심신이 극도로 피곤하고, 시신 수습 과정에 심리적 트라우마도 엄청나다는 얘기가 나왔다"고 덧붙였다. 민 대변인은 "이런 문맥에서 현장에 있는 가족들은 잠수사들이 열악한 환경 속에서도 마지막 한 명을 수습할 때까지 최선을 다해주기를 바랄 것이고, 또 가능하다면 정부가 인센티브를 통해서라도 피곤에 지친 잠수사를 격려해주기를 희망할 것이라는 저의 개인적 생각을 얘기했던 것"이라고 해명했다. 그러면서 "그 취지야 어쨌든 발언이 보도되는 과정에서 현장에서 묵묵히 헌신적인 구조와 수색활동을 벌이시는 잠수사들의 마음을 상하게 했을까 깊이 우려된다"고 유감을 표했다.
박승춘 국가보훈처장의 부적절한 발언
박승춘 국가보훈처장은 사고 17일째인 5월 2일, 서울특별시 용산구 전쟁기념관에서 '나라사랑' 전문 강사들을 대상으로 한 강연에서 "요즘 세월호 침몰 사건 때문에 우리 (박근혜)대통령님과 정부가 아주 곤욕을 치르고 있다"고 두둔했다. 이어 "우리나라는 지금 무슨 큰 사건만 나면 우선 대통령과 정부를 공격한다"며 미국과 비교했다. 또 "대통령이 성공해야 성공한 대한민국이 된다"며 박근혜 대통령을 우호하는 태도를 보였다. 강연을 들었던 한 '나라사랑' 강사는 그의 발언이 "바람직한 발언이란 생각은 안 하고 있었다"며 "(대통령을 향한) 아부"라고 지적했다.
송영철 안전행정부 국장의 기념사진 논란
송영철 안전행정부 국장은 20일 오후 6시경, 진도 여객선 세월호 사고 현장을 방문했다. 그러나 상황 본부의 세월호 침몰 사망자 명단 앞에서 공무원들과 기념사진 촬영을 하려하였다. 이에 현장에 있던 실종자 가족들에게 거센 항의를 받았다. 이와 같은 논란에 진중권 동양대 교수는, 20일 트위터를 통해, “사망자 명단 앞 기념촬영 안행부 국장 직위 박탈”이라는 기사를 링크하며, “그 앞에서 인증 샷 찍을 기분이 나냐. 이 정도면 일베 수준”이라고 언급했다. 또한 “해도 해도 너무 하네. 어쩌다 나라가 이 지경이 됐을까”라고도 언급했다. 현재 안전행정부 국장은 직위해제된 상태로, 안전행정부는 “앞으로 징계위 회부 등 절차가 남아 있다. 향후 관련 절차에 따라 엄히 문책할 방침이다”라고 전했다.
프랑스 한국대사관의 분향소 방문시 신분증 제시 및 신상 기재
분향소를 찾아온 교민들에게 대사관쪽은 선뜻 문을 열어주지 않고 '책임자와 상의를 해야 한다'며 20여분을 길에서 기다리게 했다고 교민들은 전했다. 프랑스 한국대사관 쪽이 공지한 분향 안내에는 '신분증 필참'이란 문구가 없었으나, 대사관은 분향을 하러 찾아온 교민들에게 신분증을 제시하고 신상을 기재한 뒤 5명씩만 들어가라고 요구했다. 교민들은 항의 끝에 서류에 신상명세를 쓰고 10명씩 들어가 분향을 하는 것으로 합의가 됐다고 전했다. 교민들은 "분향소 장소가 협소하기 때문에 소수의 인원만 들어갈 수 있다는 (대사관쪽의) 변명과 달리 분향소는 아주 넓기만 했다"며 "이 날 70대의 한 교민은 대사관 직원들에게 "공무원들의 이러한 태도가 바로 오늘의 세월호 참사를 만든 것"이라고 꾸짖었다.
정보당국의 통제 의혹
세월호 참사로 정부의 재난관리 대응에 대한 비판(미흡한 초동 대처, 부처간 혼선, 구조활동)여론이 있는 상황에서, 이번 사고 구조에서의 골든타임 낭비로 인한 인적 피해와 주먹구구식 인력 운용, 장비의 후진성 등 민감한 문제들이 대학 교수들의 비판이 이어졌었다. 그러나 사고 발생 6일째, 21일부터는 이들이 약속이나 한 듯이 언급을 하지 않고있다. 정부의 재난 대응에 대한 문제제기는 관련 전문가들이 큰 몫을 하였다. 노컷뉴스는 기자가 목포해양대에 전화를 했을때, 조교가 교수들의 입장을 대신 전했다고 주장했다. 조교가 "선생님들이 인터뷰를 피하고 계시는 입장이다"고 말했다고 보도했다.
구급차로 출퇴근하는 보건복지부 공무원들
세월호 사건 당시, 자신들의 편의를 위해 구급차량을 이용한 공무원들에게 비난이 쏟아지고 있다. 팽목항은 진입도로가 좁아 원활한 환자수송을 위해 구급차량 말고는 통행이 제한된다. 그런데 걸어야하는 거리가 불과 1km 정도에 불과했다. 보건복지부 공무원들이 구급 차량을 멋대로 타고 다닐 수 있었던 것은 병원이나 보건소 구급차량을 쓸 일이 거의 없어 대기만 하고 있기 때문이다. 이에 대하여 논란이 있다.
해군의 방송 연출
4월 22일 오후 6시 50분쯤 세월호 침몰 사고 현장에 정박한 대한민국 해군 청해진함 갑판. 해군 해난구조대(SSU) 소속의 잠수사 A상사가 흠뻑 젖은 잠수복 차림으로 방송사 카메라에 둘러싸여 실종자 수색 상황을 설명했다. TV에서 이 인터뷰 장면을 볼 시청자들은 A상사가 막 수색 작업을 마치고 선상에 오른 것으로 알 것이다. 그러나 그의 머리카락에서 뚝뚝 떨어지는 물방울이 실은 바닷물이 아니라 맹물이었다. 그는 이 날 오전 수색 작업을 마치고 대기하던 중 인터뷰 10분 전에 불려왔다. 해군 관계자들은 '현장감 있는 영상이 필요하다'는 방송사 몇 곳의 요청을 받자, A상사에게 드라이수트(방수 잠수복)로 갈아 입으라고 지시했다. 그래도 현장감이 덜하다고 판단했는지, 해군 관계자는 급기야 장병을 시켜 갑판에 설치된 수도 장치로 A상사의 전신에 물을 뿌려 적시기 시작했다. 해군은 '말 맞추기'도 했다. A상사가 바다 속 상황에 대해 "오늘은 시정이 50~60cm로 이전보다 잘 보인다"고 말하자, 해군 관계자가 끼어들었다. "그렇게 말하면 시계가 좋아 보이잖아. 30~40cm로 가자."
사복 경찰의 미행
경기 안산에서 전남 진도로 향하던 세월호 사고 유가족 30여 명은 5월 19일 오후 7시 40분께 전북 고창 고인돌휴게소 식당에서 저녁 식사를 하던 중 뒤따른 남성 2명의 신원이 안산 경찰인 것을 확인하고 항의했다. 유가족들은 "사복경찰이 불법 사찰하고 있다"며 일부는 이들과 함께 안산으로 돌아와 해명을 요구했다. 당시 유가족을 뒤따랐던 사복 경찰 2명은 안산단원경찰서 정보보안과 소속 보안계 직원들이었다. 최동해 경기지방경찰청장은 20일 오전 0시 8분께 안산 화랑유원지 정부합동분향소 앞에서 유가족 100여 명에게 "사전 동의없이 사복 경찰이 유가족을 뒤따른 점 진심으로 사과드린다"며 고개를 숙였다. 최 청장은 "사전 동의를 거치지 않은 절차는 잘 못"이라면서도 "유가족을 보호하거나 활동에 도움이 되기 위해 한(뒤따랐던) 것이지 불이익을 줄 마음은 아니었다. 나쁜 의도가 아니었기 때문에 사찰이나 미행이라고는 생각하지 않는다"고 했다. 그러면서 "앞으론 어떤 경우에서든 유가족의 동의 내에서만 사복 경찰은 활동하겠다"고 약속했다.
장관 의전에 따른 구조 지연
강병규 안전행정부 장관이 오히려 구조를 지연시켰다는 주장이 나왔다. 오후 2시 넘어 항구에 도착한 강 장관의 격려 행사 때문에 민간 잠수사들의 출항이 무려 20분이나 늦어졌다는 얘기다. 하지만 이는 4월 말 구조 지연 논란이 불거졌을 때의 해명과 전혀 다른 내용이다. 안전행정부는 당시 30초 정도 잠수사와 악수를 한 것이라며 지연된 것은 아니라고 해명했다. 하지만 현장에 있던 목격자들의 말은 달랐다. 한편, 이주영 해양수산부 장관은 사고 당일 해경이 제공한 헬기를 타고 현장으로 이동했다. 해양수산부가 국회에 제출한 자료에 따르면 이 장관은 사고 당일 오후 12시40분 전남 무안에서 해경의 헬기를 타고 사고 해역에 있던 지휘 함정으로 이동했다. 이후 헬기는 함정에서 1시간 이상을 대기했다. 이 시각, 잠수특공대 16명은 헬기가 없어 배를 타고 현장에 가야 했다.
특위 기관보고 관련
6월 30일 국회에서 열린 세월호 국정조사특별위원회 기관보고에서 행안부 기관보고에 출석한 강병규 장관은 "표면공급 잠수방식이 무엇인지 아느냐"는 우원식 새정치민주연합 의원의 물음에 "잘 모르겠다"고 답했다. 곧바로 세월호 참사가 발생한지 두 달이 넘었는데도 실종자 구조 방식하나 인지하지 못하고 있다는 것에 대해 여야 의원들의 질타가 이어졌다.
세월호를 부양하기 위해 사용된 것으로 알려진 '리프트백'은 사실 부양 역할이 아니라 부표 역할로 활용했다고 백승주 국방부 차관이 밝혔다.
7월 2일 열린 국정조사에서는 해경 상황실 유선전화 녹취록에 대한 '왜곡 발언' 논란으로 여야가 충돌해 한때 파행하는 등 진통을 겪었다. 이번 충돌은 녹취록을 인용한 새정치민주연합 소속 김광진 의원의 발언이 불씨가 됐다.
김 의원은 "사고 당일 오전 9시 50분 청와대에서 (사고현장) 화면을 보여달라고 지속적으로 요구했다"며 해경이 박근혜 대통령의 지시를 수행하느라 구조 활동을 제대로 하지 못했다는 취지의 주장을 폈다. 김 의원에 따르면 청와대 관계자가 "다른 일은 그만두고 영상 중계 화면 배만 띄워라. 내가 요청하는 게 아니다. VIP(박 대통령)가 좋아하고 제일 좋아하니까 그것부터 하라"라는 발언을 했고, 녹취록에도 이 발언이 나왔다는 것이다. 그러나 새누리당 간사인 조원진 의원은 김 의원이 인용한 발언이 녹취록에 담기지 않았다며 "녹취록 어디에 'VIP가 영상을 좋아한다'는 내용이 있나. 우리도 같은 녹취록을 갖고 있는데, 어떻게 이런 새빨간 거짓말을 할 수가 있나"라고 목소리를 높였다. 방청석에서 지켜보던 희생자 가족이 회의를 서둘러 진행하라고 촉구하자, 조 의원은 "당신 누구냐"라고 큰 소리로 내며 얼굴을 붉히기도 했다.
새누리당은 김 의원의 특위 사퇴를 요구하며 회의 참석을 거부, 오후 2시 30분에 재개될 예정이던 기관보고가 파행되었다. 파행 후 희생자 가족 대책위는 성명을 통해 "성역없는 조사와 책임자 처벌이 무엇보다 중요하다"며 재개를 촉구했고, 새정치연합 간사인 김현미 의원도 브리핑에서 "김 의원의 말이 오해를 불러 일으킨 점에 대해 저도 사과하겠다. 다시는 이런 실수를 반복하지 않겠다"며 "새누리당은 회의장으로 돌아오라"고 말했다. 결국 특위는 약 5시간가량 중단된 끝에 오후 7시 30분부터 가까스로 재개됐다.
수색 방법의 새로운 대안을 내놓지 못한 대책본부
7월 4일 오후 2시부터 범정부사고대책본부에선 수색 구조 TF 회의가 진행되었는데, 이날 회의에서도 새로운 대책은 나오지 못했다. 회의에서는 새로운 잠수방식의 도입여부에 대해 논의했는데, 지난 80일간 유지해온 표면공기 공급방식을 폐기하고 재호흡기, 일명 리브리더를 투입할지 여부를 검토한 것이다. 일단 재호흡기는 물속에서 호흡할 때 내뱉는 이산화탄소를 정화해 다시 호흡할 수 있게 돕는 장치인데, 수중에서 1시간 이상 작업이 가능한 것으로 알려졌다.
범정부사고대책본부 측은 회의에서 리브리더를 사용할 경우 잠수시간의 연장은 가능하지만 잠수시간이 늘어날 수록 감압시간도 그만큼 늘어나 효율이 떨어지며, 현재 표면공기 공급방식과 달리 수중 잠수요원과 바지선 위의 통제요원 간의 실시간 소통이 불가능해 위험하다고 밝혔다. 이에 실종자 가족 측은 전문가들이 모여 가족들의 제안이 불가능한 이유만 설명하고 대안은 제시하지 못하냐며 강하게 반발했는데, 당분간 '선체 내부 10분 수색'은 계속될 것으로 보인다.
해양수산부 항적 은폐 의혹
다큐멘터리 <인텐션>을 만들고 있는 김지영 감독은 '한겨레TV'의 시사탐사쇼 ‘김어준의 파파이스’(이경주 피디·박연신 작가) 81회에서, 기기 오작동 혹은 은폐를 걷어낸 항적을 공개했다. 앞서 해양수산부가 세월호의 선박자동식별장치(AIS)를 토대로 공개한 항적, 침몰 전 마지막 5분이 담긴 해군 레이다 기록 뿐 아니라 사고 직후 가장 먼저 현장에 도착했던 둘라에이스 호의 레이다와 영상이 기록한 세월호의 위치가 모두 다르다. 정부와 해군이 밝힌 항적과 달리, 세월호가 사고현장 부근 섬인 병풍도에 바짝 붙어 운항했다는 것. 김 감독은 정부와 해군이 밝힌 항적과 달리, 세월호가 사고현장 부근 섬인 병풍도에 바짝 붙어 운항했음을 자료를 통해 밝혔다. 김 감독의 인터뷰에 따르면 생존자 최은수 씨는 "세월호가 섬을 받아버리는 줄 알았다"고 당시를 떠올린 것으로 알려졌다. 화물기사인 최 씨는 세월호 사고 이전 1년 동안 한 달에 세 차례 이상 세월호, 혹은 같은 항로로 운항한 오하마나호를 이용해 제주도를 오간 경험이 있어 항로와 주변 풍경에 익숙한 편인데, 사고 당일 “세월호의 항로가 평소와 달랐다”고 말했다.

### 해양경찰청
관계자의 실언
목포해양경찰서의 한 간부는 세월호 침몰 사고 다음 날인 17일 ‘세월호 사고에 대한 해경의 초기 대응이 미진하지 않았느냐’는 취재진의 질문에 “해경이 못 한 게 뭐가 있느냐. 더 이상 뭘 어떻게 하란 말이냐. 80명 구했으면 대단한 것 아니냐”며 항의해 논란이 있다. 발언이 알려진 후 해양경찰청은 그를 직위 해제했다.
사고 당일의 잘못된 보고
사고 당시 '370명을 구조했다'는 잘못된 보고는 해경이 청와대에 잘못 보고하면서 비롯된 것이며, 청와대는 오후 2시 30분이 넘도록 상황을 제대로 파악하지 못한 것으로 드러났다.
해경은 사고 4시간 30분이 지난 오후 1시 16분 유선으로 청와대 국가안보실에 보고하면서 "현재까지 확인된 것은 생존자 370명이라고 한다"고 했고, 이어 "진도 행정선에서 (생존자가) 약 190명이 승선하고 있다고 한다"고 전했다. 그러나 오후 1시 42분에는 "370명이 정확하지 않다고 한다. 일부 중복이 있었다고 한다"고 말을 바꾸었고, 오후 2시 36분 보고에서야 "(구조자가) 166명이다"라고 보고를 정정했다. 이를 들은 청와대 관계자는 "큰일났다. VIP(대통령) 보고까지 끝났다. 나머지 310명은 다 배 안에 있을 가능성이 큰거 아닌가"라며 "중대본에서 발표한 것도 해경에서 보고를 받았을 텐데, (대 언론) 브리핑이 완전 잘못 됐다. 여파가 크겠다"고 말했다.
이같이 해경이 잘못 보고하게 된 경위에 대해 김석균 해경청장은 7월 2일 국정조사 기관보고에 출석해 "제가 파악한 바로는 진도항 현장에서 178명 구조된 이후에 190명이 추가로 구조돼 온다는 소식이 퍼졌고, 현장에 설치된 간이 상황판에 (누군가가) 그렇게 적어놨다"고 말했다. 이어 "이 간이상황판을 경찰 정보관이 촬영해 해경 정보관에 알려줬고, 이것이 서해해경청을 통해 본청으로 전달됐다. 본청에서 상황보고를 맡은 직원이 사실 확인 없이 중대본에 나간 담당 과장에게 전화한 것이 오류로 이어진 것"이라고 설명했다.
또, 119 중앙상황실은 사고 당일 오후 1시께 해경 본청 상황실로 전화를 걸어 "우리 헬기가 현장에 2대 도착을 했고, 수난구조전문요원들이 다 탑승을 하고 있다. 배안에 요구조자가 있으면 바로 투입하겠다"고 말했다. 그러나 해경에서는 "잠깐만 기다리라"는 말만 되풀이 할뿐 별도 지침을 내리지 않았다.
TRS(Trunked Radio System, 주파수공용통신) 무전교신 기록 은폐 의혹
2016년 5월 말 세월호특조위가 당시 인천 송도에 있던 해경 본청에서 TRS 교신기록을 발견했고, 기록이 저장된 3대의 하드디스크를 분석한 결과 2014년 4월 15일부터 12월 말까지 100만개가 넘는 파일이 담겨 있었다. 이중 TRS 기록 파일은 4만7000건에 해당한다고 해경은 밝혔다. 특조위는 기록의 훼손을 막기 위해 6월 초 해당 하드디스크 자체를 밀봉하고서 참사의 진상규명을 위해 전체 파일에 대한 실지조사를 요구했으나 해경은 보안문제를 검토하는 데 시간이 걸린다는 이유를 들어 일단 2014년 4월 15일부터 5월 2일까지 2주일 분량에 해당하는 파일 7000여건만 제공했다. 이후 특조위 측은 나머지 8개월 치에 해당하는 나머지 TRS 파일중 외교·작전상 비밀사항을 제외한 기록을 추가 요구했다. 그러나 해경은 "서버 담당 직원이 을지훈련을 끝내고 세종청사에서 돌아온 뒤 26일쯤 오라"더니 사흘 만에 별안간 "허가하지 않겠다"고 말을 바꿨다.
"세월호 거짓말 밝힌 해경 TRS 교신기록 '행방불명'" - CBS노컷뉴스, 2016년 9월 8일
TRS 교신기록은 사고 직후 수색과정에서 선내에 공기를 주입하고 수중로봇을 투입했다던 정부 발표가 거짓이었다는 점을 드러낸 핵심 증거다.
(관련 기사: 세월호 공기주입·수중로봇·잠수기록 다 거짓말 "靑 보고용" - CBS노컷뉴스, 2016년 9월 3일)

### 잇따른 탑승자 수 혼선
사고 초기인 16일 오전 10시 중앙재난안전대책본부(이하 중대본)는 여객선에 476명이 승선했고 이 중 110여 명을 구조했다고 발표했다. 그런데 오전 11시 9분쯤 경기도교육청은 출입기자들에게 '단원고 학생 전원 구조'라는 휴대전화 문자메시지를 보냈다. 이 소식이 전해지자 학부모와 국민은 안도의 숨을 내쉬었다. 이후 중대본은 오전 11시 30분 161명이 구조됐다고 발표했다. 낮 12시 30분엔 179명으로 생존자가 늘었다고 밝혔다. 이후 단원고 학생을 포함한 사망자들이 확인되면서 '학생 전원 구조' 발표는 허위로 드러났다.
더 심각한 것은 중대본이 오후 2시 "368명이 구조됐다"고 공식 발표한 대목이다. 이경옥 안행부 2차관은 오후 3시 30분 "368명 구조는 집계 착오였으며 정확한 생존자 숫자를 확인해보겠다"고 번복했다. 오후 4시 30분 중대본 발표에 따르면 탑승자 459명 중 구조자는 164명에 그쳤고, 293명이 실종 상태인 것으로 집계됐다. 오후 9시 중대본 측은 또다시 "선원 3명이 늘어 승선자는 모두 462명"이라고 정정하고 "구조자는 174명으로 늘었고 실종자는 284명으로 줄었다"고 말을 바꿨다. 해경은 오후 11시쯤 구조자가 175명이라고 정정했다. 이후에도 두 차례나 번복을 하며 불신을 자초했는데, 해경은 여러 기관이 구조에 참여하면서 구조자 이름이 중복 집계됐다며 스스로 착오를 인정했다.
5월 7일 정부는 세월호 탑승객 현황을 또 다시 정정했다. 탑승자 명부에 없던 중국인 2명이 신용카드 매출전표 확인을 통해 추가로 발견되면서 실종자가 늘었고, 중복 기재와 동승자 오인 신고로 구조자가 2명 줄어든 것인데, 이로써 정부의 탑승객 통계는 무려 7차례나 정정되었다. 그 밖에도 아기가 2명 정도 누락됐을 가능성이 제기되면서 탑승 인원에 대한 의문이 또 나오고 있다.

### 해수부 마피아
선박의 정식 항해를 위해 선사는 첫 출항 1주일 전 해경에 운항관리규정을 심사, 증명 받도록 되어있다. 하지만 청해진해운이 공개한 세월호 운항관리규정에서 선원들의 역할을 명시한 비상 부서 배치표는 총 44쪽 중 2쪽에 불과하다. 또한, 비상부서 배치표에는 선원 직책별 임무와 비상신호 체계가 적힌 게 전부였다. 다른 선박의 운항관리규정에 비해 상대적으로 부실함에도, 세월호의 운항관리규정은 승인을 받았다. 세월호의 운항관리규정은 해경과 운항관리실(해운조합), 항만청, 한국선급, 선박안전기술공단이 포함된 위원회에서 심사해 지난해 2월 25일 인천해양경찰서가 최종 승인했다. 그러나 해경은 4월 22일 기준, 언론의 회의록 공개요청에 응하지 않았다. 해경 측은 회의록 공개에 대해 "유관기관이 모두 합의해야 가능한 사안"이라고 언급했다.

### 민간 잠수사에게 책임 전가
2014년 4월 16일 세월호 참사가 일어나자 해양경찰청(해경)은 실종자 구조와 수색작업을 위해 잠수사들을 모집했고, 자발적으로 구조 및 수색 작업에 동참한 민간 잠수사들이 많았다. 그들이 수색을 이어나가던 5월 6일, 민간 잠수사 이광욱 씨가 작업 중 호흡곤란 증세를 일으켰고, 응급 처치가 늦어져 결국 숨을 거두게 되었다. 이에 대해 해경과 검찰은 민간 잠수사 중 선임자 역할을 맡았던 공우영 씨를 업무상 과실치사 혐의로 고발, 불구속 기소했다. 
그러나 당시 적용되던 (구)수난구호법에 따르면, 수난구호의 총괄, 지휘·통제 및 수행의 주체는 해양경찰청장이고, 수색 구조, 인력 및 장비의 배치와 운용, 사상자의 응급처치 등 현장지휘의 주체는 해경이었다. 이는 법에 따른 것일 뿐 아니라, 실제 현장에서 해경이 상주하여 현장을 지휘, 감독, 관리했으며 민간 잠수사의 투입을 결정했다. 또한 해경은 해경의 지시에 따라 잠수했던 민간 잠수사를 위해 의료진과 의료장비도 배치 하지 않았다.
당시 해경 수사관들이 수사 대부분을 진행했는데, 자신들의 수장과 수뇌부를 상대로 수사한다는 것은 현실적으로 어려웠기에 검찰이 철저히 수사하여 책임을 물었어야 했다. 그러나 검찰은 해경에 대해서는 조사하지 않았고 민간 잠수사의 작업 배치 업무를 담당했던 공우영 씨에게 모든 책임을 떠넘겼다. 
결국 검찰에 기소된 공우영 씨는 1심 재판부터 상고심 재판까지 일관되게 무죄 판결을 선고받았다. 법원에서는 공형우 씨가 해경을 대신하여 민간 잠수사의 생명과 신체 위험을 방지할 법적의무가 없다고 판단했다. 이는 검찰이 해경의 책임을 묻지 않은 것이 부당하다는 것을 증명한다. 세월호 참사 당일 정부의 구조 실패, 그 이후 이어진 해경을 중심으로 한 정부의 실종자 수색 작업의 부실함과 문제점에 대한 비판이 고조되고 있던 상황에서 정부의 책임을 민간인에게 떠넘기려는 정부의 비상식적인 태도에 검찰도 동조한 사건이었다.

## 교육당국
탑승자 전원 구조 문자 메시지
경기도교육청 대책반은 16일 오전 11시 20분께 "단원고 학생이 전원 구조됐다"고 출입기자들에게 문자메시지를 발송했다. 안산 단원고등학교 측도 학생과 교사 338명이 전원 구조됐다고 밝혔다. 그러나 이는 오보였다. 경기도교육청 대책반과 학교 측은 현장 상황을 제대로 파악하지 않은 상태에서 단정적으로 소식을 전한 것으로 보인다.
대통령 비판글 조사
대구의 한 초등학교 교사가 세월호 참사의 책임을 물어 대통령을 비판한 글을 자신의 SNS에 올린데 대해, 7일 대구광역시교육청에 따르면 지난달 30일 동부교육지원청이 관할 지역의 모 초등학교 교사를 상대로 박근혜 대통령을 비판하는 글을 올린 경위를 조사했다고 한다. 교육청 관계자는 "국가공무원법에 따라 정치적 중립성을 위반했는지 여부에 대해 조사한 뒤 결과에 따라 적절한 조치를 취할 것”이라고 했다.
교사들의 집회 참여 금지
경기도교육청은 지난 1일 일선 학교에 ‘집회 관련 복무관리 철저 알림’이라는 공문을 보낸 것으로 7일 밝혀졌다. 경기도교육청은 공문에서 “최근 세월호 사고로 인한 전국민적 추모 분위기 속에 공무원들이 집회에 참여하는 행위는 결코 용납될 수 없는 일이므로 각급 학교(기관)장께서는 소속 공무원에게 전파하여 주시고, 복무관리에 철저를 기하여 주시기 바란다”고 주문했다. 또, 애초 교육부 공문에 있던 “5·1에 민주노총 주최 노동절 집회가 서울 등 전국적으로 계최될 예정”이라는 부분도 삭제했다. 노동절 집회 이외에 추모 집회 참가도 폭넓게 금지한 것으로 풀이되는 대목으로, 헌법이 보장하는 집회와 결사의 자유를 원천 봉쇄한 조처다.
이에 대해 교육부는 안전행정부(안행부)가 보낸 ‘5·1 노동절 집회 관련 복무관리 철저 요청’ 공문을 이첩한 것이라며 “추모 집회가 아니라 노동절 집회에 참가하지 말라는 취지였다”고 해명했다. 그러나 교육부 관계자는 “추모 집회는 참가해도 된다는 뜻은 아니며, 추후 집회의 성격과 양상 등을 고려해 판단할 부분”이라고 덧붙였다.
경기도 김포교육지원청을 통해 공문 내용을 전달받은 한 공립학교 교사는 <한겨레신문>에 “슬퍼는 하되, 문제제기는 하지 말라는 것이냐. 손발을 묶고 입도 조심하라는 압박으로 받아들였다”고 말했다. 그는 “교육 활동 중에 학생과 교사들이 숨졌다. 추모 집회에서 교사의 품위를 손상시키거나 불법행위를 하면 용납하지 않겠다는 것도 아니고, 집회 참석 자체를 금지하는 것은 말이 안 된다”고 비판했다.

## 정치권
이정현 당시 청와대 홍보수석
세월호 참사와 관련 이정현 청와대 홍보수석이 청와대 출입 기자들에게 "한 번 도와주소"라며 정부 비판 보도를 자제해달라는 내용의 문자를 보낸 것으로 확인됐다. 박근혜 정부에 대한 비판이 거세질 조짐이 보이자 홍보수석이 이 같은 문자를 보낸 것으로 보인다. 실종자 수색이 이어지고 있고 사고 원인 등이 명확히 규명되지 않은 상황에서 정부에 대한 비판은 불필요하다는 식의 주장이어서 논란이 불가피하다.
유정복 당시 안전행정부 장관
2월 14일 청와대 업무보고에서, 유정복 당시 안전행정부 장관은 '이전 정권에서는 해마다 10명 이상 사망하는 대형사고가 발생했지만, 지난해에는 50년 만에 그런 사고가 발생하지 않았다'고 강조했다고 한 당국자는 전했는데, 불과 사흘 만에 경주 마우나 오션 리조트가 붕괴되는 사고로 신입생 환영회에 참석한 부산외대 학생 10명이 숨지고 100여명이 다치는 사고가 발생했다. 그리고 연이어 4월에는 세월호가 침몰하면서 유 장관의 발언이 도마 위에 오르고 있다.
국회의원 한기호(새누리당)
세월호 침몰 사고에 대한 정부의 대응에 대한 비난여론이 거세지는 상황에서, 새누리당 한기호(강원 철원·화천·양구·인제군)가 20일 오전 자신의 페이스북에“드디어 북한에서 선동의 입을 열었습니다. 이제부터는 북괴의 지령에 놀아나는 좌파 단체와 좌파 사이버 테러리스트들이 정부 전복 작전을 전개할 것입니다. 국가 안보 조직은 근원부터 발본 색출해서 제거하고, 민간 안보 그룹은 단호히 대응해 나가야합니다”라는 글을 올려 논란이 있다. 앞서 조선중앙통신은 지난 18일 세월호 침몰 사건을 보도하면서 “남한의 한 방송사가 ‘잠 못 이루는 밤을 보내는 실종자 가족들이 품었을 슬픔과 분노가 얼마나 깊은지 정부 당국은 깊이 새겨야 할 것’이라고 지적했기 때문이다. 이에 백찬홍 씨알재단 운영위원은 SNS 상에서 “세월호에 대한 대응 체계 붕괴로 박근혜 정부에 대한 비판이 높아지자 새누리당 한기호 의원이 종북 프레임을 들고 나왔군요. 자식을 잃고 비탄에 빠진 학부모들의 가슴에 대못을 박고 있네요”라고 지적했으며, 한 누리꾼도 SNS 상에서“구조를 제대로 못하고 우왕좌왕하는 정부를 비판하는 건 사회 분열을 노리는 종북이거나 그러한 북한의 지령에 놀아나는 행위라는 게 새누리 국회의원(한기호)부터 온갖 수구보수들의 주장이로군. 대단한 병자들”이라고 꼬집었다. 파문이 확산되자 한 의원의 글은 페이스북에서 삭제됐지만, SNS 상에서는 이 글이 갈무리돼 전파되고 있다. 그러자 그는 페이스북에 “북한이 이번 참사 수습을 무능한 정부 탓이라고 비난한 것이 사실 아닌가요? 여기에 놀아나서는 안 된다는데 문제가 있나요?”라는 글로 반박했다. 하지만 이후에도 논란이 끊이지 않자 페이스북을 모두 비공개로 전환했다.
가짜 실종자 대표(새정치민주연합)
실종자 가족 대표를 맡았던 남성이 안산 지역구 새정치민주연합 후보로 6·4 지방선거에 나가려던 사람이란 것이 밝혀져 논란이 있다. 세월호 침몰 사고 후 자신을 아동센터를 운영하는 목사라고 소개한 송정근은 실종자 가족 대표로 활동했다. 박근혜 대통령이 진도 실내체육관을 방문했을 때에는 나란히 단상에 서서 사회를 보기도 했다. 그러나 세월호 탑승자 가운데 송정근의 가족은 없었다. 이 사실을 알게 된 실종자 가족들은 격앙된 반응을 나타내고 있다. 송정근은 “처음부터 정치적 이유는 없었다”고 해명했다. 그러나 그가 실종자 가족이나 유족이 아님은 현지 학부모들 사이에서는 이미 알려진 일이고, 단원고등학교를 포함한 안산 지역 청소년들에 대한 지원 활동을 해온 그의 이력에 비춰볼 때 있을 수 없는 일은 아니라는 일부의 반론도 있다. 송정근은 목회자(목사)로서 가출청소년 상담 등을 해왔으며, 대통령과의 간담회 후 이 문제가 언론에 불거지기 전인 지난 18일 도의원 예비후보직을 사퇴했다. 인터넷 등에서는 새누리당 국회의원 등 여당 정치인들이 세월호 참사 와중 일으킨 논란을 덮으려는 '물 타기'라는 의심까지 나오기도 했다. 송정근은 <프레시안>과의 통화에서 자신이 이날 오후 탈당계를 제출했다고 밝히며 자신의 억울함을 적극 변호했다. 실종자 가족 대표를 맡게 된 경위에 대해 그는 "(진도에) 도착했을 때 여러 교회 목사님들과 학부모들이 있었는데 '누군가 대표를 맡아야 한다'는 얘기가 나왔고, 그분들이 '일단 맡아달라'고 요청해서 맡게 된 것"이라고 밝혔다.
이윤석 전남도당위원장(새정치민주연합)
사고 당일날 늦은 저녁, 이윤석 의원은 해경경비정을 타고 사고 해역을 다녀왔다가 '특혜' 논란으로 곤혹을 치르기도 했다. 애를 태우고 있는 실종자 가족들도 현장에 가고 싶어도 배편이 없어 가지 못하는 상황에서 특권을 누렸다는 것이다. 논란이 커지자 이윤석 의원과 새정치민주연합은 공식 브리핑 등을 통해 "해경은 안전의 이유 때문에 밤중에는 학부모들을 원하는 대로 다 태울 수 없다는 방침을 갖고 2분만 태운 것으로 확인됐다"며 "어떤 국회의원이 그 밤중에 비 맞으면서 풍랑을 헤치고 특권을 가지고 5시간에 걸쳐 현장을 다녀오겠나, 특혜라는 것은 억울하다"고 밝혔다.
국회의원 권은희(새누리당)
새누리당 권은희 의원은 지난 4월 20일 자신의 페이스북에 "지인의 글을 보고 퍼왔다"며" 세월호 실종자 가족 행세를 하며 정부를 욕하며 공무원들 뺨때리고 악을 쓰고 욕을 하며 선동하는 이들. 학부모 요청으로 실종자 명찰 이름표를 착용하자 잠적해버린 이들. 누구일까요? 뭘 노리고 이딴 짓을 하는 걸까요?" 라며 의혹을 제기했다. 그는 "유가족들에게 명찰 나눠주려고 하자 그거 못하게 막으려고 유가족인척 하면서 선동하는 여자"라면서 관련 동영상을 링크했다. 이어 "그런데 위의 동영상의 여자가 밀양송전탑 반대 시위에도 똑같이 있네요"라며 "세월호 탑승 희생자의 유가족인 동시에 송전탑 시위 관계자가 될 확률이 얼마나 될까요?"라며 문제의 여성이 희생자 가족이 아닐 개연성이 높다고 주장했다. 이어 "현장에 혼란과 불신, 극한 대립을 일으키는 전문 선동꾼들은 누굴 위해 존재하는 사람들인지?"라고 비판했다. 그리고 "온 나라가 슬픔에 빠져있는 이 와중에도 이를 이용하는 저 사람들은 누구일까요. 온라인에 도는 터무니없는 비방과 악의적인 루머도 잘 판단해야겠습니다. 정신을 바짝 차리고 이성적인 대응이 필요한 때입니다"라고 덧붙였다.
하지만 권은희 의원이 의심한 당사자들은 실제 '실종자 가족'인 것으로 나타났으며 선동꾼이라고 지목한 밀양송전탑 권모 씨의 사진은 '덧씌운' 사진으로 밝혀졌다. 논란이 커지자 권은희 의원은 "자세히 못 살펴 죄송하다"며 글을 삭제했다. 선동꾼으로 매도된 권모 씨는 권은희 의원을 고발하겠다는 태도다. 권모 씨는 권은희 의원의 게시물과 관련 경찰에 진정서를 제출한 상태로 알려졌다. 5월 12일 대구 성서경찰서에 따르면 권 의원은 지난 10일 오후 경찰에 나와 수 시간 동안 페이스북에 해당 내용의 글을 올린 경위 등을 조사받았다.
국회의원 이완영(새누리당)
세월호 가족대책위원회는 지난 7월 1일 국회에서 진행된 세월호 침몰사고 진상규명을 위한 국정조사 특위 기관보고 모니터링 보고서를 통해 "과연 국회가 세월호 사고에 대한 조사를 수행할 능력과 의지가 있는 것인지 의구심이 든다"며 "새누리당 이완영 의원은 다른 의원의 질의 시간에 장시간 조는 모습을 보였다"고 말했다. 이어 "(이완영 의원이) 국정조사 진행에 분통을 터뜨리는 유가족을 보고선 '경비는 뭐하나'라고 말해 조롱하는 듯한 태도를 보였다"고 덧붙였다.
이에 대해 이완영 의원실 보좌관은 "세월호 국조 특위를 준비하면서 보좌진과 의원 모두 밤을 새다시피 했다"며 "질문을 빠뜨린 것도 아니고 다른 의원 질의할 때 잠깐 졸 수 있는 것 아니냐"고 적반하장 식의 해명을 했다. 또 이완영 의원의 '경비는 뭐하나'라는 조롱하는 듯한 태도에 대해서는 "소란스러워질 때마다 경비원들이 계속 제지를 하던 상황이었다"며 "그래서 너무 시끄러워지길래 경비는 뭐하느냐고 한 것일 뿐 다른 뜻은 없었다"고 전했다.
국회의원 조원진(새누리당)
조원진 새누리당 간사는 7월 2일 세월호 국정조사에서 야당과의 다툼을 말리는 유가족에게 "당신들은 누구야" "유가족이면 좀 가만히 있어라"고 언성을 높인 것으로 알려졌다.
또 그는 세월호 사고를 조류인플루엔자(AI)에 비유하는 듯한 발언으로 논란을 빚었다. 조 의원은 7월 11일의 회의에서 청와대가 재난 대응 컨트롤타워 역할을 하지 못했다는 새정치민주연합 의원들 주장에 반발하면서 “AI와 산불 등 재난에 대통령이 ‘수습’을 지시했다고 컨트롤타워로 볼 수는 없지 않으냐”라는 취지로 발언했다. 방청석의 일부 유족들은 “어떻게 닭과 비교하느냐” “희생자가 닭이에요”라며 강력 반발했다. 심재철위원장은 고성을 지른 유가족에게 “함부로 회의에 개입하지 말라”고 경고했다. 이후 방청석에서 항의성 발언이 나오자 결국 유족 1명이 퇴장 조치됐다.
나머지 가족들까지 회의장을 박차고 나서자 심 위원장은 퇴장조치를 취소한 뒤 정회를 선언했다. 국조특위 야당 의원들은 기자회견을 열어 “심재철 위원장과 조원진 간사는 사과하고 사퇴하라”고 촉구했다. 이에 심 위원장도 회견을 열어 “퇴장시킨 가족은 하루라도 소리를 안 지른 날이 없다. 참고 참다가 오전에 ‘더 그러시면 조치를 취하겠다’고 경고를 했다”고 말했다. 조 의원은 “국가 재난의 여러 예를 들었는데 유가족분들 마음이 많이 상하셨다면 정말로 사과를 드린다”고 밝혔다.
전 국회의원 송영선
송영선 전 국회의원은 "이번 기회가 너무나 큰 불행이지만 우리를 재정비할 수 있는, 국민의식부터 재정비할 수 있는 기회가 된다면 꼭 불행인 것만은 아니다"며 "좋은 공부의 기회가 될 것"이라고 발언해 질타를 받고 있다. 그러자 송영선 전 의원은 4월 23일 채널 A와의 전화통화에서 "제 말에 의해 상처를 받으신 분, 털끝만큼이라도 상처받으신 분이 계시다면, 용서하십시오. 너무 죄송합니다"라고 공식 사과했다.
국회의원 정몽준의 아들
새누리당 정몽준 국회의원의 막내아들이 세월호 실종자 가족을 비하하는 글을 올려 논란이 일고 있다. 그는 사고 이틀 후인 4월 18일 자신의 페이스북에서 "대통령에 소리 지르고 욕하고 국무총리에 물세례. 국민 정서 자체가 굉장히 미개"라는 글을 올렸다. 이는 지난 17일 일부 실종자 가족이 진도 실내체육관을 방문한 정홍원 국무총리에게 생수병을 던진 것에 대한 글이다. 이에 대해 비난여론이 일자 정몽준 의원은 21일 오전 국회 정론관에서 기자회견을 열고 "국민 여러분께 다시 한 번 진심으로 사죄드린다"라고 말했다.
사죄 드립니다
유가족과 실종자 가족 여러분, 그리고 국민 여러분께 머리 숙여 깊이 사죄드립니다. 제 막내아들의 철없는 짓에 아버지로서 죄송하기 그지없습니다. 저희 아이도 반성하고 근신하고 있지만 이 모든 것이 아이를 제대로 가르치지 못한 저의 불찰입니다.
이번 일로 마음의 상처를 입으신 유가족과 실종자 가족, 그리고 국민 여러분께 다시 한 번 진심으로 사죄드립니다.
2014. 4. 21.
정 몽 준 올림

진중권 교수는 트위터를 통해, 이 논란에 참여했다. 그는 "그가(정몽준 의원의 아들이) 우리와는 완전히 다른 세계에 살고 있다"고 말했다. 또 사람들이 울부짖는 세계가 이상(미개)하게 느껴졌을 것이라며, 이를 몇 천 억을 가진 이들의 삶이 많은 이들에게 초현실이자, 비현실로 느껴지는 것과 같다고 비교했다. 그는 "자식을 잃은 부모가 절망과 고통에 몸부림치고 그것을 지켜보는 이들이 함께 슬퍼하고 분노하는 게 미개한 정서라면 이 사회에서 문명인은 오직 하나 사이코패스 뿐"라고도 결론 내렸다.
한편, 세월호 사고 희생자 유가족들은 이런 발언을 한 정몽준 새누리당 서울시장 후보 아들을 경찰에 고소했다.
보수논객 지만원
인터넷 사이트 시스템클럽을 운영하는 대한민국의 보수논객 지만원은 세월호 침몰사고에 대한 시민들의 비판을 "시체 장사"로 지칭하며 박근혜 대통령에게 "제 2의 5·18 폭동을 대비하라"고 말했다.

## 악플 논란
네이버•네이트•다음 등 포털사이트와 디시인사이드•일베저장소(일베) 등 커뮤니티 사이트를 이용 하는 일부 누리꾼들이 세월호 실종자 및 희생자 가족들을 '유족충(蟲)'이라고 부르거나 악플을 게시하여 논란이 있자 경찰청은 "허위사실 유포 엄단"이라고 하면서 수사를 시작했다. 
전라남도 진도 앞바다에서 세월호가 침몰한 16일 이후, 일베저장소 게시판에는 피해자 가족을 조롱하는 글이 잇따라 올라왔다. 사고 지역이 전라남도이고 세월호 선장 이준석이 전라도 출신이라면서, 노골적인 지역차별 정서를 부추기는 내용이 많다. 또 피해자 가족을 '(진도) 유족충'이라고 조롱하며, 비속어를 섞어 비아냥대는 글도 상당수다. 수학여행 도중 희생된 단원고등학교 학생들의 시신을 조롱거리로 삼는 글도 있다. 경찰은 이들 게시글 가운데 일부를 삭제하고 IP를 확보해서 작성자를 추적 중이다. 경찰 관계자는 "근거 없는 허위사실을 유포하는 행위자들에 대해서는 끝까지 추적해 검거할 것"이라고 밝혔다. 이 방침에 따라, 피해 여학생과 여교사를 대상으로 성적 모욕성 게시물을 올린 A(28)가 경찰에 검거되었다. A는 경찰에서 자신의 행위의 이유에 대해 "사람들의 관심을 끌고 주목받기 위해 게시물을 작성했다"고 답한 것으로 알려졌다.
그런데, 이 와중에 "일베저장소 일동"이란 이름의 근조화환을 한 일베 회원이 보내기도 하여 누리꾼들 사이에 진정성 논란이 일었으며, 또한 이들은 노란 리본을 "일베"의 자음인 ㅇㅂ 모양으로 바꾸거나 전 대통령을 비난하는 등의 사진으로 바꾸어 올려 논란이 되고 있다.
사고가 일어난 달인 4월 말 서울 경신고교 1학년 중간고사 국어 시험에서는 세월호 침몰사고에 대한 인터넷 댓글 반응으로 가장 적절한 것을 찾으라는 문제가 출제됐다. 이 문제의 5개 보기 중 오답인 4가지는 모두 특정 지역을 비하하는 예시였다. '전라도 홍어들이 고향 용궁으로 돌아가겠다는데 왜 막냐…' '간만에 전라도에서 흐뭇한 소식이네… 염전 조심해라? 점심 신나게 홍어탕 먹어야지' '아무리 대한민국서 제일 가깝고 가기 쉬운 해외라 해도 전라국으로 여행가는 것은 아니라고 들었어요' '선박 사고와 전라도 섬노예가 없는 평화로운 세상이 오기를 두 손 모아 간절히 기원합니다…' 등이 오답 보기로 나왔다. 출제 교사는 '전혀 다른 의도는 없이 아이들에게 와닿도록 최근의 예문을 출제한다는 것이 결과적으로는 한쪽으로 너무 치우친 문제를 내게 됐다'며 죄송하다고 말했다. 전라도 지방의 비하, 특히 홍어를 빗대어 말하는 것은 일베저장소에서 주로 쓰는 방식이라 알려져 있다.
서울중앙지검 형사5부는 희생자들을 인터넷 게시판에서 성적으로 모욕한 혐의(정보통신망 이용촉진 및 정보보호 등에 관한 법률 위반)로 정모씨를 구속기소했다고 6월 5일 밝혔다. 평소 일베에 익명으로 글을 자주 남기던 정씨는 서울 금천구의 고시원에 앉아 글을 쓴 것으로 조사됐다. 검찰은 정씨가 일베 회원들의 관심을 끌고 조회수를 높이기 위해 자극적인 표현을 써가며 글을 올린 것으로 보고 있다.
다수의 누리꾼이 세월호 유가족을 모욕하였다는 이유로 피의자 입건되어 일부 사건에서 무죄가 선고되기도 했지만(대법원2017도13029) 일베저장소 게시판에 단원고 교복을 입은 학생이 어묵꼬치를 들고 먹는 포즈를 취하고 있는 사진에 “친구 먹었다”라는 제목으로 게재하면서 “바다에 수장된 친구 살을 먹은 물고기가 오뎅이 됐고, 그 오뎅을 자기가 먹었다는 뜻”이라는 내용을 적어 유가족이 오열하는 등 사회적인 논란과 함께 학교 측에서 고소를 진행하여 20대 남성을 구속했는데 수원지법 안산지원 형사2단독 박윤정 판사는 사고로 구조된 단원고 학생을 피해자로 제한하여 징역 4월을 선고하고 항소심을 맡은 수원지법 형사4부(부장판사 심재남)도 징역 4월을 선고했다. 이 과정에서 2008년부터 네이버 아이디 2개와 다음 아이디 3개로 9000여개 댓글을 게시한 것으로 논란이 된 수원지방법원 이영한 부장판사가 "세계 최초로 모욕죄로 구속된 사건"이라며 "표현의 자유를 이렇게 짓밟아도 되나?"라고 말한 것이 드러나기도 했다.
세월호 참사 다음날인 지난 4월 17일부터 이틀간 인터넷 일베 게시판에 '세월호에 타고 있던 희생자들이 집단 성관계를 했다'는 등의 허위사실을 적은 혐의로 기소된 정모(28)씨에 대해 서울중앙지법 형사16단독 박선영 판사는 징역 1년을 선고했다.(서울중앙지법2014고단3467 2014노3544 2014도16337)
울산지방법원은 2014년 7월 14일부터 18일까지 총 7차례에 걸쳐 자신의 트위터 계정에 "유가족들이 국민을 상대로 악담했다"거나 "보상금이 너무 많다는 글을 올린 A(48)씨에게 2015년 10월 11일 벌금 200만원을 선고했다.
세월호 특별조사위원회는 2014년 4월16일부터 2016년 5월30일까지 세월호 관련해 형법상 명예훼손, 사자명예훼손, 출판물에의한명예훼손, 모욕의 죄 및 정보통신망이용촉진및정보보호에관한법률(정보통신망법)에서 정하는 명예훼손과 음란물유포의 죄로 정식재판을 받은 총 78건의 사례를 수집했다. 이 중 5건은 해경이 피해자였고 28건은 세월호참사와 직‧간접적인 관련성이 없는 제3자 간의 사건이었다. 이를 제외하면 세월호 피해자와 관련된 사건은 총 45건이다.45건 중 처벌의 근거가 적용된 법률은 형법상 모욕죄가 32건,정보통신망법상 명예훼손이 6건, 형법상 사자명예훼손이 4건, 정보통신망법 상 명예훼손과 음란물유포가 경합 적용된 것이 1건이었지만 이 45건 중 4건은 공소기각, 선고유예, 무죄로 끝났고 30건의 경우 50만원~400만원의 벌금형, 11건만이 징역형(2건 실형, 9건 집행유예)를 선고받았다. 모욕하는 게시글은 '아이들 시체로 벼슬에 앉으려 한다' '거액의 돈을 챙기고 평생 혜택을 누리려 한다' 등의 내용이 주를 이뤘으며 이러한 내용으로 처벌받은 사건이 전체의 절반인 17건이다. 이 밖에도 '유가족이 정치를 하려고 아이들의 죽음을 이용한다' '고향이 특정 지역인 사람들이 모여 사상에 문제가 있다' '정부 탓하는 유가족들은 종북좌빨 선동꾼이다'라는 게시글이 처벌받았다. 그외 세월호 관련하여 149건의 판결이 있었다.

## 언론
JTBC 기자가 구조된 학생과 인터뷰 도중 학우의 사망을 알리는 부적절한 질문을 하여 논란이 되었으나, JTBC 측에서 해당 기자를 대신해, 9시 뉴스 앵커 손석희가 깊이 사죄드린다는 공식 입장을 밝혔다. 또한 SBS 기자가 뉴스를 보도하던 중 기자들의 웃는 모습이 등장했던 방송사고가 논란이 되고 있다. 이에 SBS는 20일 오후 뉴스 공식 트위터를 통해 "세월호 승선자 가족들과 시청자 여러분께 진심으로 사과드립니다"라고 밝혔다.
MBN 뉴스특보 프로그램(4월 18일 오전 6시)에서는 민간 잠수사라고 자칭하는 홍가혜가 인터뷰를 통해 정부가 민간 잠수사들의 구조작업을 차단하고 있으며, 바다 속에서 생존자의 목소리를 들은 사례가 있다고 주장하였다. 그러나 해양경찰청은 민간 잠수사들의 구조작업을 차단한 사실이 없고 이날도 70여명이 동참하고 있었다고 해명하였고, 한국구조연합회 회장인 배우 정동남은 "해경이 민간잠수부 활동을 막는다는 허무맹랑한 소문들을 퍼뜨리는데 그것은 유가족을 두 번 죽이는 것"이라고 비판하였다. 스포츠월드 김용호 기자가 자신의 트위터에 홍가혜가 거짓말을 하고 있음을 시사하는 글을 올린 것이 알려지고, 홍가혜의 인터뷰 내용이 사실 왜곡 논란과 구조 현장에서의 혼선을 일으키자 MBN 보도국장 이동원은 직접 방송에 출연하여 공식 사과하였다., 전남지방경찰청은 4월 19일 잠적한 홍가혜에 대해 출판물에 의한 명예훼손 혐의로 체포영장을 신청하였고 21일 그녀를 검거하였다. 그러나 재판부는 홍가혜에 대해 무죄를 선고하며 "홍씨의 카카오스토리 내용과 방송 인터뷰는 구조작업을 적극적으로 임해야 한다는 취지로 구조작업의 실체적 모습을 알리고자 한 것으로 보인다"며 "허위사실이라고 인식하기 어렵고, 해경의 명예를 훼손했다고 보기에도 어렵다"고 판시했고, 이어 "판결이 피고인의 행동을 정당화하거나 면죄부를 주는 것은 아니다" 라고 밝혔다.
문화일보와 내일신문은 침몰사고 초기에 '477명 탄 여객선 침몰... 대형 참사 날 뻔했다'란 기사제목으로 사고 초기에 오보하여 관련 학부모들과 학교관계자 및 국민들에게 혼란을 주었고 초기 대응에 부정적인 영향을 미쳤다.
연합뉴스는 24일자 '물살 거세지기 전에... 사상 최대 규모 수색총력'이라는 제목의 기사를 통해 "세월호 참사가 발생한지 9일째인 24일 민·관·군 합동구조팀은 바다 위와 수중에서 사상 최대 규모의 수색 작업을 벌였다.", "해군과 해군구조대, 소방 잠수요원, 민간 잠수사, 문화재청 해저발굴단 등 구조대원 726명이 동원됐고 함정 261척, 항공기 35대 등의 장비가 집중 투입됐다"고 보도했다. <광굦나널실 제 현장에서는 연합뉴스 멘트대로의 구조 장비와 인원이 전혀 투입된 바가 없었다. 함정 261척은 고사하고 잠수사 조차 겨우 2명이 투입되었다. 청해진 해운과 해경이 공식적으로 인정하는 업체인 언딘의 잠수사 외에는 모든 자원봉사 잠수사는 불허상태이며, 언딘의 소속 잠수사는 겨우 10여명 내외로 밝혀졌다.
그 밖에 대한민국 언론의 속보 경쟁 폐단과 실종자 가족 취재의 보도 윤리 문제에도 논란이 있으며, 세월호 침몰 사고를 계기로 한국 저널리즘을 성찰해봐야 한다는 주장도 있다. 사고 현장에서 언론은 실종자 가족의 불신의 대상이 되었도 했다. 불신은 심지어 기자들에 대한 폭력으로까지 이어지기도 했다. 몇몇 기자들은 수첩을 뺏기고 멱살을 잡혔다. 하지만 실종자 가족들은 세월호 침몰 사건을 취재하기 위해 온 외신에 대해서 비교적으로 호의적으로 대했다. 또, 사고 초기 단원고등학교 학생들에게 대한 과도한 취재 또한 논란이 되었고, 이는 4월 24일 단원고 3학년 학생이 기자들에게 쓴 글이 발표되면서 이에 대한 논란과 반성 또한 급부상하였다.
한편, NBC는 4월 24일 로이터 통신의 기사를 받아 ‘한국 여객선 선원: 침몰하는 배를 버리라는 명령을 받았다(South Korea Ferry Crew: We Were Ordered to Abandon Sinking Ship)’고 보도했다. NBC는 “신원 불명의 이 선원은 법원에서 유치장으로 돌아가면서 기자들과 잠시 이야기를 했다. 그녀는 수술용 마스크와 야구 모자, 그리고 상의의 후드를 착용하고 있었다”고 전했다. 그녀는 '승객들이 갇혀 있는 배를 버리라는 명령을 받았다'는 발언을 하였으며 이 발언의 진위 여부에 관심이 일고 있다. 그러나 이러한 선원의 발언만으로는 그같은 명령이 (선장인지 아니면 회사측인지)누구로부터 내려진 것인지는 분명하지 않다. 이 보도에 대해 ‘뉴스프로’는 기자의 칼럼을 통해 “의문점은 선원들은 모두 선원복을 민간복으로 갈아 입고 따로 접근한 해경 구조선에 갈아 탔다는 것이다. 해군 경비정은 세월호가 침몰할 경우 빨려들어갈 위험 때문에 세월호 멀리서 구명보트를 보내기만 했는데도 불구하고 이 선장과 선원들을 특별히 구조하기 위해 세월호에 접근을 시도했다는 것”이라고 지적했다.

### 청와대의 징계
이른바 '서남수 교육부 장관 라면 사건'을 보도한 것과 관련, 청와대 출입기자단이 8일 민경욱 청와대 대변인의 ‘비보도 전제’(오프 더 레코드) 발언을 보도한 <한겨레신문>에 ‘청와대 춘추관(기자실) 출입정지 28일(4주)’의 징계를 결정했다. 기자단은 또 민 대변인의 발언을 보도한 <오마이뉴스>와 <경향신문>에 출입정지 63일(9주), <한국일보>에 출입정지 18일(3주)을 결정해 각 언론사에 통보했다. 징계를 받게 되면, 해당 언론사 기자는 그 기간에 청와대가 제공하는 보도자료 등 일체의 자료를 받을 수 없게 된다.

### 한국방송공사
KBS는 국가재난주관방송임에도 불구하고 세월호 참사를 보도하며 속보경쟁에 나서 오보를 내는가 하면 박근혜 대통령이 진도 현장을 방문했을 때 실종자 가족들의 항의 대신 박수를 치는 장면만 편집해 내보내는 등 현장의 목소리를 왜곡해 유가족들의 반발을 불러왔다.
앵커들 "검은 옷 입지 말라"
전국언론노조 KBS 본부는 30일 성명을 통해 “보도국 책임자라는 자가 검을 옷을 입고 진행을 한 앵커를 나무라며 뉴스 진행자들은 검은 옷을 입지 말 것을 지시했다”고 주장했다. 이들은 “희생자 가족들의 목소리는 외면하고 청와대와 대통령만 바라보는 철저히 권력지향적인 보도 행태는 이번 사건에 대한 공감 능력의 결여와 맞닿아 있다”고 비판했다. 이 간부는 김시곤 보도국장인 것으로 알려졌다.
보도국장의 부적절한 발언
전국언론노조 KBS 본부는 김 국장이 "세월호 사고는 300명이 한꺼번에 죽어서 많아 보이지만, 연간 교통사고로 죽는 사람 수를 생각하면 그리 많은 건 아니다"라는 취지의 발언을 했다고 주장했다. 지난 4월 말께, 부서 회식 자리에서 이 같은 발언을 했다는 것이 노조 측 주장이다. 이에 대해 김 국장은 4일 <오마이뉴스>와의 통화에서 "세월호 사건을 아무것도 아닌 사건으로 치부했다는 게 노조의 주장인데, 그렇다면 내가 사고 현장에 기자를 100여 명 보내며 밤새워 보도할 이유가 있냐"라고 반문했다. 그러나 그는 세월호 사고 사망자수와 교통사고 사망자수를 비교해 발언한 것 자체를 부정하지는 않았다. '부적절한 비유 아니냐'는 지적에 김 국장은 "평소 교통사고 안전 사고에 관심을 기울이지 않고 있지만 부지불식간에 매해 세월호 이상의 참사를 겪고 있다는 뜻"이라며 "기자들에게 안전사고에 대한 인식을 재확인시키는 차원에서 한 발언"이라고 일축했다.
이에 대해 김 국장은 KBS 새노조가 "KBS 및 KBS 간부에 대해 일방적 주장을 제기하며 명예를 훼손했다"고 비판하며, 새노조를 향해 "정파적·미시적 관점 벗어나 합리적으로 언론사 제도 개선 운동 펼쳐야 한다"고 강조했다. 또, 그는 "카메라 취재를 하면서 현장음이 잘 안 담길 수도 있다"며 "의도해서 편집하지 않았다"고 해명했으며, "KBS 보도가 완벽하지는 않지만 다른 언론사 못지않게 목표를 높게 잡고 노력해나간다"며 "진도 등 세월호 사고 현장에서 많은 취재진들이 고생하고 있다"고 전했다.

### 문화방송
조급증이 잠수사 죽음 불렀다는 주장
MBC 뉴스데스크는 5월 7일 '데스크 리포트 - 함께 생각해봅시다' 코너를 통해 '분노와 슬픔을 넘어서'라는 제목의 보도에서 세월호 침몰 사고 해상에서 수색 작업을 하다 숨진 이광욱 잠수부에 대해 조급증에 걸린 우리 사회가 그를 떠민 건 아닌지 생각해봐야 할 대목이라며 우리 사회 시스템 전반에 대한 개조를 고민해야 한다고 밝혔다. 리포트를 한 박상후 MBC 전국부장은 해당 리포트에서 "실제로 지난달 24일 일부 실종자 가족들은 해양수산부 장관과 해양경찰청장 등을 불러 작업이 더디다며 압박했다"며 "논란이 된 다이빙 벨 투입도 이 때 결정됐고, 결국 실패로 돌아갔다. 분노와 증오 그리고 조급증이 빚어낸 해프닝"이라고 말했다. 전국언론노조 MBC 본부는 “잠수사 사망 사고는 발생해선 안 될 안타까운 죽음이었다”며 “하지만 언론이 죽음의 원인을 짚어보는 것과 죽음을 소재 삼아 특정한 결론을 내리거나 확대 해석, 왜곡하는 일은 엄연히 다른 일”이라고 밝혔다. 실제 사고 당일인 6일 MBC와 달리 KBS와 SBS는 잠수사 의료ㆍ안전 지원이 매우 열악하고 바지선 전문 의료진도 없었다는 등의 내용을 보도했다. 방송통신심의위원회 산하 방송심의소위원회는 7월 9일에 열린 회의에서 박상후 전국부장의 발언에 '권고' 조치를 내렸다.
김장겸 보도국장, 박상후 전국부장의 부적절한 발언
<한겨레신문>은 김장겸 MBC 보도국장이 4월 25일 오전 편집회의에서 세월호 참사 관련 보고를 받던 도중, 유가족들을 향해 “완전 깡패네, 유족 맞아요?”라고 말했다고 전했다. <한겨레>는 이 같은 발언은 박상후 전국부장이 ‘유가족들이 해양수산부 장관, 해양경찰청장과 가족들의 대화 현장을 보고받은 뒤 나온 답이라고 설명했다. 또한 <한겨레>는 김장겸 보도국장이 같은 날 팽목항 상황에 대해 “누가 글을 올린 것처럼 국민 수준이 그 정도”라며 “(정부 관계자)의 무전기를 빼앗아 물에 뛰어들라고 할 수준이면 국민 수준이 아프리카 수준”이라는 발언을 했다고 보도했다. 이는 지난달 21일 ‘국민 수준이 미개하다’는 내용의 페이스북 글을 올린 정몽준 서울시장 후보 아들의 발언을 겨냥한 것으로 보인다. <한겨레>는 당시 편집회의에 참석했던 복수의 MBC 관계자에게 사실 확인을 거쳤다고 밝혔다. 하지만 MBC 정책홍보부 관계자는 통화에서 “김장겸 보도국장은 그런 발언이 한 적이 없다며 ‘사실무근’이라고 밝혔다. (보도에 대해) 법적대응을 할 것”이라며 “<한겨레>에서 문의가 들어왔을 때도 ‘사실무근’이라고 이미 전달했다”고 밝혔다.
MBC 기자회 소속 30기 기자 121명은 5월 12일에 MBC 사내 게시판에 <참담하고 부끄럽습니다>라는 성명서를 통해 MBC의 세월호 보도를 반성하는 입장을 밝혔다. 전국언론노동조합 MBC 본부는 5월 12일에 공개된 성명을 통해 5월 8일에 KBS 보도진들이 안산 합동분향소를 방문하던 도중에 세월호 유족들의 항의를 받고 보도 중계 천막을 철거하던 현장에 있던 박상호 전국부장이 "뭐하러 거길 조문을 가. 차라리 잘됐어. 그런 X들 (조문)해 줄 필요 없어.", "중계차 차라리 철수하게 돼서 잘 된 거야. 우리도 다 빼고... 관심을 가져주지 말아야 돼, 그런 X들은"이라고 발언하는 등 세월호 유족들을 폄훼하는 발언을 했다고 지적했다.
'전원구조'가 사실이 아님을 묵살
한승현 목포 MBC 보도부장은 사고 당일 오전 박상후 전국부장한테 '전원구조'가 사실이 아님을 알렸으나 아무런 조치도 취하지 않았다는 주장이 나왔다. 목포 MBC 김선태 보도국장은 “진도 부근 어업지도선 쪽 어민에게 전화가 왔고, 마침 해경에 아는 사람으로부터 침몰사고 해역으로 해경들이 많이 갔다고 들었고 구조에 나선 사람들과 직접 통화를 했다. (전원구조가 아닌 것 같아)현장기자들에게 ‘전원구조’가 맞는지 확인해 보라고 했다”고 그날 상황을 설명했다. 그는 “보도부장에게도 (전국부에)직접 이야기하라고 했고, 했지만 전국부에서 ‘알았다’고 하고 아무런 이야기가 없다는 말을 들었다”면서 “우리의 말을 믿지 못하겠으면 우리에게 제보해준 어민과 직접 연락하게 해줄테니 어민의 전화번호를 서울 MBC에 주도록 보도부장에게 지시했고, 보도부장이 전국부에 이야기했지만 그 뒤로도 소식이 없었다”고 말했다. 목포 MBC 보도국에 따르면 이들은 보도국장을 비롯한 간부들이 3차례, 취재기자가 2차례 등 최소 5차례 이상 전국부에 ‘전원구조’가 오보일 가능성을 보고했다. 하지만 결국 MBC도 ‘전원구조’라는 자막을 띄워 오보 대열에 동참했다. 김 국장은 목포MBC의 보고에 대한 전국부의 대처에 대해 “100% 묵살”이라고 했다. 김 국장은 “어떤 한 사람이라도 우리에게 다시 ‘사실이냐’고 확인전화를 했어야 하는데 그러지 않았다”고 말했다. MBC 지역 기자들이 모인 전국MBC기자회는 앞서 13일 성명에서 “ MBC의 오보는 ‘단원고 학생 전원 구조’라는 기사가 사실이 아닐 수도 있다는 것을 알면서도 낸 ‘미필적 고의에 의한 명백한 오보’”라고 비판했다.

### SBS
세월호 관련 심층 보도 제작 중단 지시
5월 31일 방영을 목표로 준비 중이던 SBS <그것이 알고 싶다> ‘세월호 참사’ 관련 방송이 제작본부장의 지시로 제작이 중단되는 사태가 발생했다. 논란은 지난 9일 장광호 제작본부장이 세월호 아이템을 승인한 지 하루 만에 말을 바꿔 제작 중단을 지시하면서 촉발됐다. <그것이 알고 싶다> 취재진이 세월호 유가족들의 KBS와 청와대 항의방문을 취재한 다음 날이었다. 장 본부장은 ‘6·4 지방선거를 앞둔 민감한 시기’라는 이유와 <그것이 알고 싶다>의 특성상 새로운 내용을 확보하지 않으면 방송이 어렵다며 제작 중단을 지시한 것으로 전해졌다. SBS 내부에선 납득하기 어렵다는 반응이다. 본부장이 ‘세월호 사고 방송’ 아이템을 승인하고 이를 다시 번복하는 과정에서 부당한 외부 압력이 작용한 게 아닌지 의구심도 나온다. 세월호 사고와 관련해 정부의 전방위적인 보도통제 의혹이 꾸준히 제기된 데다가 KBS 내부에선 청와대가 ‘해경 비판을 삼가라’ 했다는 폭로까지 나온 뒤라 이런 의혹은 더해지고 있다.

## 세월호 유가족 대리기사 폭행
세월호 가족대책위 유가족 5명이 2014년 9월 17일 오전 0시 40분께 영등포구 여의도 거리에서 새정치민주연합 김현 의원과 함께 있다가 대리기사, 행인 2명과 시비가 붙어 이들에게 폭력을 행사한 혐의를 받고 있다. 경찰은 당초 유가족들을 참고인 신분으로 소환했다가 조사 도중 혐의가 충분히 입증됐다고 판단, 전원을 피의자 신분으로 전환하였다. 2014년 9월 19일 출석한 유가족들은 묵비권 행사를 하지 않았지만 일부 수사에 비협조적인 모습을 보인 것으로 알려졌다. 폭행을 목격하고 이를 말리려 한 시민 2명은 정당방위로 면책될 것으로 보인다.
김병권 위원장과 김형기 수석부위원장, 유경근 대변인 등 세월호 참사 희생자·실종자·생존자 가족 대책위원회 집행부 9명은 2014년 9월 17일 대리기사 폭행 사건의 책임을 지고 전원 사퇴하였다. 2014년 9월 21일 세월호 참사 희생자·실종자·생존자 가족대책위원회 신임 위원장에 전명선 전 진상규명분과 부위원장이 선출되었다.
하지만 CCTV원본에서는 대리기사는 싸움에서 뒤로 빠져있었던 상황이였고 목격자와 함께 다수의 행인이 유가족과 싸움을 하는 장면만 있는 상황이였고, 유가족은 이가 부러지고 깁스를 착용까지할 정도로 부상이 심했으나 대리기사는 다친 곳이 하나도 없다는 걸로 인해 실제로 대리기사를 폭행한게 아니라 대리기사가 지나가는 행인을 부추여서 폭행을 주도한 것이 아니냐는 논란이 있는 상황이다.

## 루머
사고 발생 시점과 관련해 KBS의 아침 정규 방송인 '굿모닝 대한민국 생방송' 중, 7시 20분에 자막으로 세월호 침몰 관련 자막이 나왔고, KBS가 재방송에서 이 자막을 삭제했다는 루머가 SNS를 통해 알려졌으나, 이는 방송 중 영화 소개장면에서 21:9 와이드 화면을 위아래로 길게 늘리기 위한 일반적인 편집중 생긴 확대이며 자막은 없었다. 또한 인터넷에서 KBS가 4월 16일 8시 59분에 자사의 트위터 계정으로 오전 7시 20분부터 구조작업이 시작되었다는 트윗을 발송함으로써, 적어도 7시 20분 이전에 사고가 일어난것이 아니냐는 의혹이 있었으나 이는 트위터의 시간이 트위터 서버의 시간이 미국시간으로 올라와서 생긴 문제로서 사고 당일에 올라온 트윗은 아니다.
일부 누리꾼들은 정부가 서울시 공무원 간첩증거조작 사건과 관련하여, 남재준 국가정보원장의 사과문 발표가 난 가운데 갑자기 사건이 발생한 것이 의심스럽다는 추측을 내놓았다. 종편방송 언론사 채널A는 이런 의심을 '엉뚱한 음모론'이라고 묘사하기도 했다. 한편 정재학 편집의원은 16일 데일리저널에 올린 '세월호 침몰이 이상하다'는 제목의 글을 통해 "세월호가 침몰한 해역이 암초가 없었으며, 당시 가시거리가 나쁘지 않고, 물결도 잔잔했으며, 세월호가 상시 운항하던 곳이라" 다른 선박과 부딪혀 침몰했을 가능성이 크다고 했다. 또한, "그래서 어떤 배와 부딪혔는지 의문"이 생긴다며, 암초도 아니고 충돌선박에 대한 선장의 보고도 없었으므로, 그 충격은 북한의 소행일 수 있다고 주장했다. 이와 같이 일부 언론들이 제기하는 북한 소행설에 대하여, 정부는 '수사 중'이라고만 짧게 대답했다.
소셜네트워크서비스(SNS)에서는 침몰된 배 안에 생존자가 있는 것을 확인했다는 내용이 퍼졌다. 그러나, 세월호 침몰 사고와 관련해 세월호 생존자가 보낸 것으로 추정된 메시지가 허위일 가능성이 높은 것으로 알려져서 논란이 있다. 경찰청 사이버테러 대응센터는 17일 "실종자 전체의 휴대전화 번호를 확보해 침몰 사고 이후인 16일 정오부터 이날 오전 10시까지 이용 내역을 확인한 결과 모두 사용된 적이 없는 것으로 확인됐다"고 밝혔다. 경찰은 최초 유포자를 추적해 사법처리할 것이라 밝혔다.

## 기타 논란
사고의 공식 명칭
이 사고를 처음에는 '진도앞바다 여객선 침몰 사고'로 부르다가 '세월호 침몰 사고'로 바꾸었으나, 사고의 책임 소재를 명확하게 하기 위하여 선사의 이름을 포함하여 '청해진해운 세월호 침몰 사고'로 불러야 한다는 논란이 있다.
사고 발생 시간
실제 배에 문제가 생긴 시점과는 별개로 나중에 침몰과 대형 참사로 이어지는 사고가 외부에 인지된 시점에 대하여는 여러 논란이 있다. 공식적으로 세월호 침몰 사고는 2014년 4월 16일 오전 8시 52분 32초 (KST), 전남소방본부 119상황실에 최초로 신고 전화가 걸려옴으로써 알려졌다. 하지만 세월호가 최초 신고 40여 분전 이미 해경과 연락 두절 상태였다는 정황을 담은 교육청의 내부 일지가 발견되어 오전 8시 10분에 이미 사고를 교육청이 인지하고 있었다는 의혹이 있다. YTN의 보도 영상에는 사고 일시가 4월 16일 08:00 경으로 기록된 사고 개요 보고서가 안행부에 보고된 화면이 포함되어 있다.
대한민국 어버이연합의 신문광고
<문화일보> 7월 28일자 31면 하단에 실린 의견광고를 보면 “세월호 참사 희생자와 유가족들에게 깊은 애도와 추모의 마음을 전합니다”라는 제목이 달려있다. 하지만 이 광고는 새정치민주연합의 세월호 특별법을 비판하는 내용으로 채워져 있다. 문화일보 광고국은 경향신문과의 전화 통화에서 “해당 광고를 의뢰한 곳은 ‘어버이연합’”이라며 “문화일보는 광고를 받은 그대로 게재했을 뿐 광고에 대한 어떤 의견도 제시하지 않았다”고 밝혔다.
해당 광고엔 ‘우리 국민들의 이성과 상식으로는 도저히 이해할 수 없는 세월호 특별법안의 주요 골자’라며 ‘사망자 전원 의사자 처리, 공무원 시험 가산점 부여, 단원고 피해학생 전원 대입특례전형 및 수업료 경감, 사망자 형제자매 대입특례전형 및 수업료 경감, 유가족을 위한 주기적 정신적 치료 평생 지원, 유가족 생활안정 평생 지원, 기타 세월호 피해자에 대한 근로자 치유 휴직,경제적 어려움을 겪고 있는 피해자 금융거래 관련 협조 요청’ 등 17개 항목이 실려 있다. 또 이 광고는 말미에 “세월호 특별법입니까? 평생 노후보장 특별법입니까?”라고 묻는다.
한정애 새정치민주연합 대변인은 7월 29일 오전 긴급브리핑을 열어 “어제 <문화일보>에 세월호 특별법이 ‘평생노후보장 특별법’이라는 의도적이고 악의적인 출처불명의 흑색선전 광고가 실렸다. 대단히 충격적이고 경악스러운 일”이라며 “그런데 더욱 심각한 것은 온라인상으로 허위사실이 유포되는 것뿐만 아니라 지하철 등에서도 비슷한 내용의 전단지가 대량으로 살포되고 있다는 점”이라고 주장했다. 한 대변인은 “우리가 어느 시대에 살고 있는지 개탄스럽기까지 하다”며 “전단지의 내용이 새누리당이 ‘대외비’라며 의도적으로 유포시킨 내용과 유사하다는 점에 주목한다. 수단과 방법을 가리지 않고 이기기만 하면, 승리만 하면 된다는 것인가”라며 배후로 새누리당을 지목했다.
새정치연합이 문제삼은 전단지는 최근 ‘일베저장소’ 등에 올라온 것이기도 하다. 일베에 게재된 전단지에는 “세월호 특별법입니까? 평생 노후보장 특별법입니까”라는, <문화일보>에 실렸던 제목과 동일한 제목이 빨간 글씨로 적혀 있기도 하다. 한 일베 회원은 지난 22일 문제의 전단지 전문을 게재한 뒤,“어버이연합에서 제작할 세월호 관련 전단지”라면서 “21일 프린터로 소량 인쇄를 해서 광화문 KT 앞에서 배포를 했지만 22일 대량 인쇄 주문 들어간다”고 밝히기도 했다.
부적절한 홍보
코오롱스포츠는 할인 행사 문의로 세월호 침몰 사고를 당한 실종자 가족을 위로하며 "더 늦기 전에 가족, 친구, 동료들에게 사랑과 감사의 마음을 전하는 것은 어떨까요?"라는 내용의 문자 메시지를 보내 논란이 있다. 이에 코오롱스포츠 측은 트위터에 해당 사실을 인정하고, 사과 문자를 보냈다고 했다.
종교계(목사)
사랑의 교회 오정현 목사는 지난 4월 27일 미국 로스앤젤레스 남가주(캘리포니아) 사랑의 교회 세미나에서 '국민정서 미개' 글로 물의를 일으킨 정몽준 전 새누리당 의원의 아들을 두둔하며 "정몽준씨 아들이 미개하다고 그랬잖아요. 그건 사실 잘못된 말이긴 하지만 틀린 말은 아니거든요"라고 언급한 것으로 알려졌다. 또한 조광작 전 한국기독교총연합회 공동부회장은 지난 5월 20일 한기총 긴급임원회의에서 "가난한 집 애들이 설악산이나 경주 불국사로 수학여행을 가면 될 일이지, 왜 배를 타고 제주도로 수학여행을 가다 이런 일이 벌어졌는지 모르겠다"라고 말한 것으로 전해졌다. 유가족들은 "희생당한 학생을 '가난한 집 아이들'이라고 적시한 것은 사자에 대한 명예훼손일 뿐 아니라, 죽은 학생들의 부모에 대해서도 명예훼손 또는 모욕적 표현에 해당한다"며 이들을 고소하였다.
해병대 전우회
4월 19일에 진도에 도착한 광주·전남 해병대 전우회측은 민간 잠수단체인 한국수중환경협회가 바다 구조를 나가 천막을 비워둔 사이에 그 협회가 달아놓았던 협회의 현수막을 완전히 가리면서 '해병대 특수구조대 지휘본부'라는 자신들의 현수막을 달았다.
한국수중환경협회는 사고 발생 직후 일찌감치 도착해 성실히 구조 활동을 하던 단체다. 항의를 받은 뒤 협상 끝에 현수막을 위 아래로 나란히 거는 것으로 일단락 됐으나, 이를 현장 자원봉사자들이 이런 자초지종을 트위터에 "이제 나타나 일반 잠수부들 현수막 가리고 현수막 설치하는 해병대 전우회" 라고 올렸고, 해당 해병전우회원들이 누리꾼들로부터 비난을 받았다.
길환영 사장의 사고 현장 기념촬영
한국방송공사 노조 특보에 따르면, 길 사장은 사고 직후인 4월 19일 침몰지점 200m 앞에서 생방송 중이던 KBS 페리 선박을 10여명의 수행단과 함께 찾았다. 여기서 길 사장은 “이왕 온 김에 모두 사진 한 번 찍자”라고 말했고, 사장 지시에 따라 휴식 중이던 방송요원들 15명이 불려나와 사진을 찍었다는 주장이다. 또한 길 사장은 이후에도 “다른 스탭들도 다 오라고 하지”라며 다시 사람들을 불러 모아 30여명과 모여 한 차례 더 사진을 찍었다. 해당 사진은 사장 전속 사진사가 현장에 동행하지 않아 국장급 인사가 휴대폰으로 촬영했다.
KBS 노조는 “관광지 등에서 흔히 단체 기념사진을 찍는 모습 그대로였다”며 “그들이 페리 선상에서 두 차례 촬영 포즈를 취하는 바로 앞 200미터 전방에서는 꽃다운 어린 학생들을 포함해 죄 없는 300여명이 침몰한 세월호 속에 갇혀 생사를 넘나들고 있고 그 주변에는 어떻게든 선내에 진입하기 위한 잠수부들의 필사적인 노력이 계속되고 있었다”고 비판했다. 직원 격려 차원이었다는 사측의 해명에 대해서는 “버젓이 단체사진을 찍어댄 행위가 직원 격려라는 황당한 변명으로 넘어갈 수 있단 말인가”라며 “최소한의 철학도 갖추지 못한 상식 이하의 행위이자 생사를 넘나들던 실종자들과 그 가족들에게 최소한의 인간적인 예의도 갖추지 못한, 반인륜적 행위”라고 비판했다.
특히 노조는 기념사진 촬영 다음날 행정안전부 국장이 사고 현장에서 기념사진을 찍었다가 직위해제되는 등 논란이 일고 노조가 취재에 들어가자, 사측이 입단속을 시키고 사진을 삭제하는 등 증거인멸에 나섰다고 주장했다.
분향하다 쫒겨난 KBS 간부들
세월호 참사를 교통사고에 비유한 김시곤 KBS 보도국장의 발언이 논란이 되고 있는 가운데, KBS 간부들이 8일 오후 경기 안산 합동분향소를 찾았다가 유가족들로부터 뺨을 맞는 등 격한 항의를 받았다. 이에 KBS 측은 9일 새벽, 자사 홈페이지를 통해 '조문 갔던 보도본부 간부들이 폭행·억류당했습니다'라는 제목의 공식입장을 전했다. 이들은 폭행과 장시간 억류에 따른 정신적 충격으로 병원에 입원한 상태다"라고 밝혔다.
정부 관계자와 언론의 부적절한 남도국악원 숙소 점거
국립남도국악원 숙소를 실종자 가족들을 위해 쓰자고 건의했지만 거절한 사실이 확인됐다. 해당 숙소는 KBS, KTV, 정부 부처 관계자가 사용했다.국립남도국악원 시설담당 관계자는 9일 "전남 진도 관내에서 한국전력과 경찰서 관계자 등이 모여 지난달 19일 기관단체장 회의를 했다"며 "당시 숙소 관련 시설이 부족하다는 얘기에 원장이 숙소를 제공하겠다고 제안했지만 거절당했다"고 전했다. 실종자 가족들은 진도 팽목항에서 차로 40분 거리(약 23km)에 있는 진도체육관에서 숙식을 해결하고 있다. 그런데 남도국악원은 차로 20분 거리(약 10km)에 위치해 있으며 50여명 수용 가능한 A동은 공사 중이지만, 6인실과 8인실 등 총 15개실이 있는 B동에는 90여명을 수용할 수 있다. 남도국악원에 따르면 문화체육관광부, 보건복지부, 전남도청, 해양수산부, 교육부 직원들이 진도 관내 숙소가 없다며 숙소를 이용했다. 또 KBS와 KTV 관계자도 해당 숙소를 이용했다. 이들은 지난 2일까지 남도국악원을 숙소로 사용했으며 하루 동안 제일 많이 이용한 규모는 80여명으로 전해졌다. 국악원은 지난 2일 진도 관내 다른 숙박업소 이용이 가능하다고 판단해 정부 부처 관계자들의 숙소 이용을 금지했다.

해군 참모 총장의 첨단 구조함 통영함 투입 명령 묵살 의혹
잠수사들의 처우
실종자 수색을 강행하고 있는 잠수사들이 식사도, 숙소도 형편 없는 것으로 알려져 논란이 일고 있다. 세월호 선미 쪽 수색을 맡았던 민간 잠수사들을 통해 입수한 최근 식사 모습 사진 중 반찬을 보면 단무지와 무침, 그리고 김치 뿐이었고, 그마저 식었다고 잠수사는 전한다. 심지어 밥을 나르던 중에 바닷물까지 섞인 적도 있다고 전해졌다. 취침 공간도 열악하기는 마찬가지였는데 전기 장판이 없어 찬 바닥에서 잠을 잤고, 낮에 젖은 몸을 말릴 수 있는 곳은 햇볕 아래 뿐이었다는 증언이 나왔다. 전기 장판을 구해 달라고 여러 차례 부탁했지만 제때 지급되지 않았다고 한다.
새정치민주연합 김현미 의원은 6월 16일 "세월호 사고 현장에서 구조작업하는 잠수사에게 두 달 간 임금이 단 한 푼도 지급되지 않았다"며 잠수사 처우 개선을 정부에 촉구했다. 김 의원은 "잠수사에 대한 임금 산정 기준조차 마련돼 있지 않다"면서 "식대조차 지급되지 않아서 이들이 속한 언딘(민간 잠수업체)이란 회사에서 대신 식대를 지급하거나 유가족이 식대를 지급하는 일도 있다"고 주장했다.
논란이 불거진 다음 날인 6월 17일 정부는 중앙재난안전대책본부 회의를 열고 민간 잠수사에게 지급할 수난구호비용 지급방안을 심의 의결했다. 잠수사 수난구호비용은 위험한 환경에서 장기간 작업을 고려해 세금을 포함 1일 98만원으로 책정됐으며 해양경찰청 자체 예산으로 즉시 지급할 방침이다.
네티즌 탄압
사고가 있은 직후 경찰청이 허위사실유포 엄단한다고 하면서 개인적인 의견에 대해 각 포털사이트와 함께 삭제를 하거나 형사입건하였으나 네이트 뉴스에 다량의 댓글을 게시하여 약식명령과 1심에서의 벌금300만원을 선고받은 피고인에 대해 항소심과 대법원이 무죄를 선고했다.(창원지방법원2016노1078)

## 참고 문헌
- 《박근혜정부 4년 검찰보고서 종합판 : 빼앗긴 정의, 침몰한 검찰》. 참여연대. 2017년 4월 3일.